# Geología de El Salvador

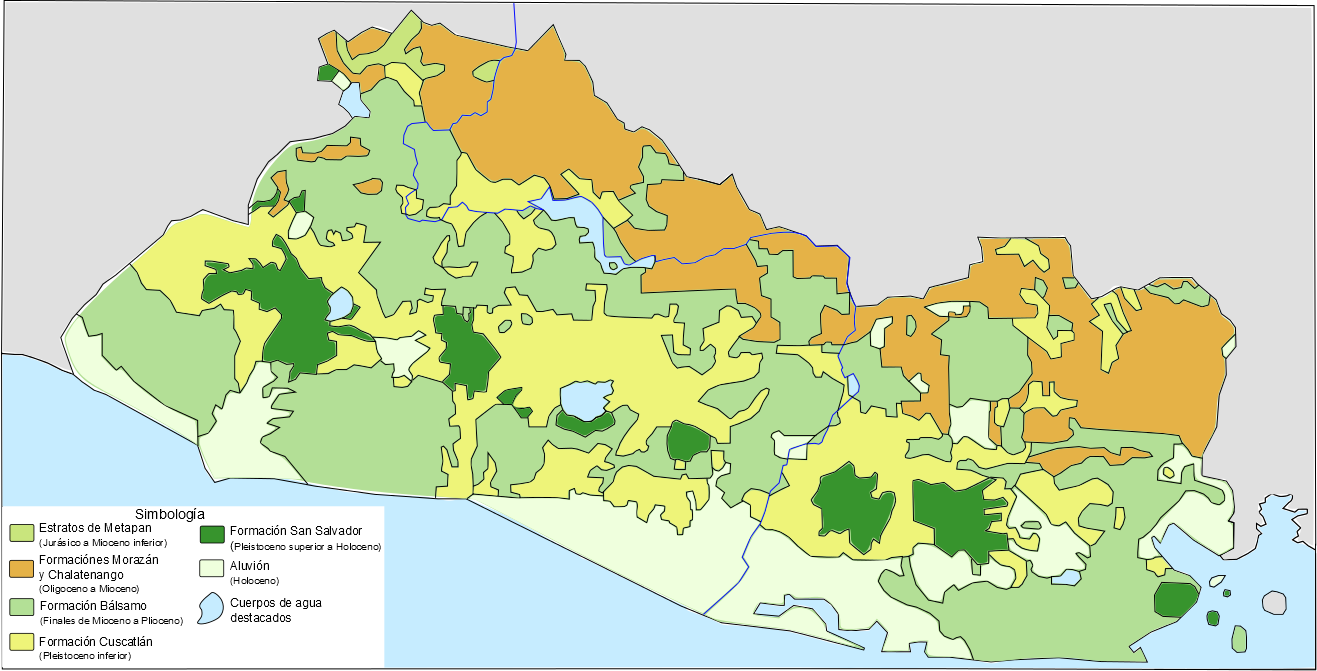
Mapa geológico simplificado de El Salvador

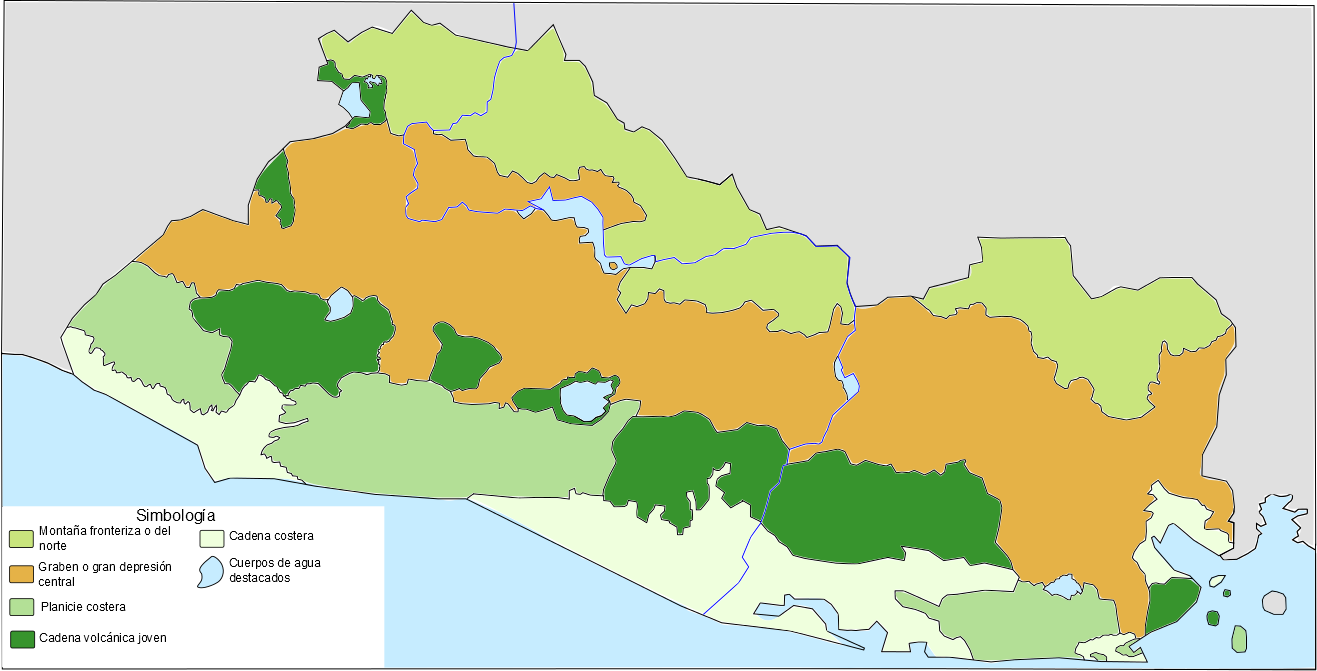
Mapa geomorfológico simplificado de El Salvador

La geología de El Salvador describe la composición y la historia de la formación y desarrollo de las regiones geológicas que hoy comprenden El Salvador. El cual, geológicamente, es un país extremadamente joven; donde el 5% del territorio se encuentra conformado por rocas del período Cretácico de la era Mesozoica; mientras que el resto del país está cubierto de rocas de la era Cenozoica, estando tres cuartas partes del territorio nacional conformadas por rocas del período Neógeno (principalmente de la época del Plioceno), y una cuarta parte del territorio nacional por rocas del período Cuaternario (específicamente de la época del Pleistoceno).

## Tipos de rocas

### Rocas Volcánicas
La mayor parte del país se encuentra cubierta por rocas de origen volcánico de carácter riolítico hasta basáltico. En algunos casos se presentan en forma de extensiones considerables, en los que no ha sido posible determinar el punto de origen de la actividad volcánica que produjeron dichos lugares; como es el caso de: la Sierra de Tacuba, la Cordillera del Bálsamo, la Cordillera Jucuarán-Intipucá y la parte Norte de Santa Ana.
Existen formaciones volcánicas producto del volcanismo individual (por lo que es fácil localizar el origen de la actividad); distinguiéndose dos zonas volcánicas: una al sur de las montañas norteñas con una serie de volcanes individuales que atraviesan todo el territorio, y a la que pertenecen volcanes como el  volcán de Guazapa y el volcán Cacahuatique (que se caracterizan por su alto grado de erosión; y sus productos piroclásticos son efusivos con lavas, de carácter predominantemente basálticos, y tobas de diferente grado de consolidación); mientras que la otra zona se ubica más al sur y corre paralela a la anterior, a ella pertenecen más de 50 volcanes (como: Laguna Verde, Santa Ana, Izalco, San Salvador, San Vicente, Tecapa, San Miguel y Conchagua; así como calderas o depresiones volcano-tectónicas, como los Lagos de Ilopango y Coatepeque) algunos de los cuales todavía se encuentran activos, y que se caracterizan por lavas de carácter basáltico y que la mayoría de los productos piroclásticos son de carácter dacítico (aunque también se conocen productos piroclásticos de erupciones lineares (fisurales) como los que se encuentran cerca de Zaragoza y Comalapa); en ambas zonas el tipo de estructura volcánica predominante es la de estratovolcanes; por otro lado, el volcanismo de la zona sur es más variado que el de la zona Norte.

### Rocas sedimentarias e intrusivas
Rocas sedimentarias marinas se encuentran principalmente en Metapán, donde cubren un área aproximada de 200 km², y cuya conformación va desde calizas a otra serie de rocas clásticas. Fuera de ello, existen rocas sedimentarias lacustres (de lagos y lagunas) y fluviales (de ríos y riachuelos o quebradas), con extensiones muy limitadas, que consisten de productos redepositados de menor importancia y de algunos depósitos de diatomita y lignito de carácter calcáreo; y que también cuentan con intercalaciones de productos piroclásticos (por lo que serían contemporáneos a la actividad de los volcanes de la cadena volcánica joven). También se encuentran aluviones a lo largo de los ríos más grandes y en depresiones locales (principalmente en las planicies costeras del suroeste y sureste; cubriendo un área aproximada de 3500 kilómetros cuadrados).
Se han encontrado rocas intrusivas de carácter granítico-diorítico, en las montañas norteñas, en el área de Metapán y Chalatenango. Las de carácter diorítico estarían en contacto con las series sedimentarias marinas, notándose un metamorfismo de contacto que puede ser observado en las capas calcáreas. Por otro lado, se encuentran afloramientos de carácter muy ácido desde San Miguel hasta San Isidro; que se caracterizan por correr en paralelo a las fajas volcánicas y está conectados a yacimientos metalíferos subvolcánicos (ubicadas bajo las cubiertas basalto-andesíticas).

## Geodinámica

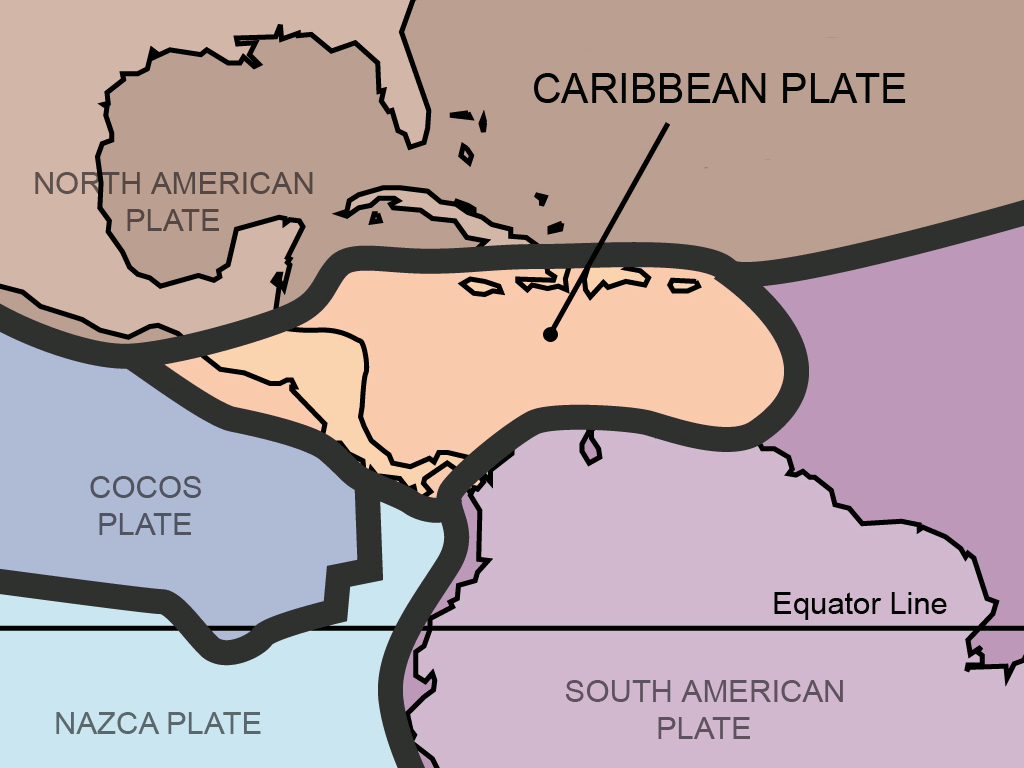
Placas tectónicas que conforman América Central

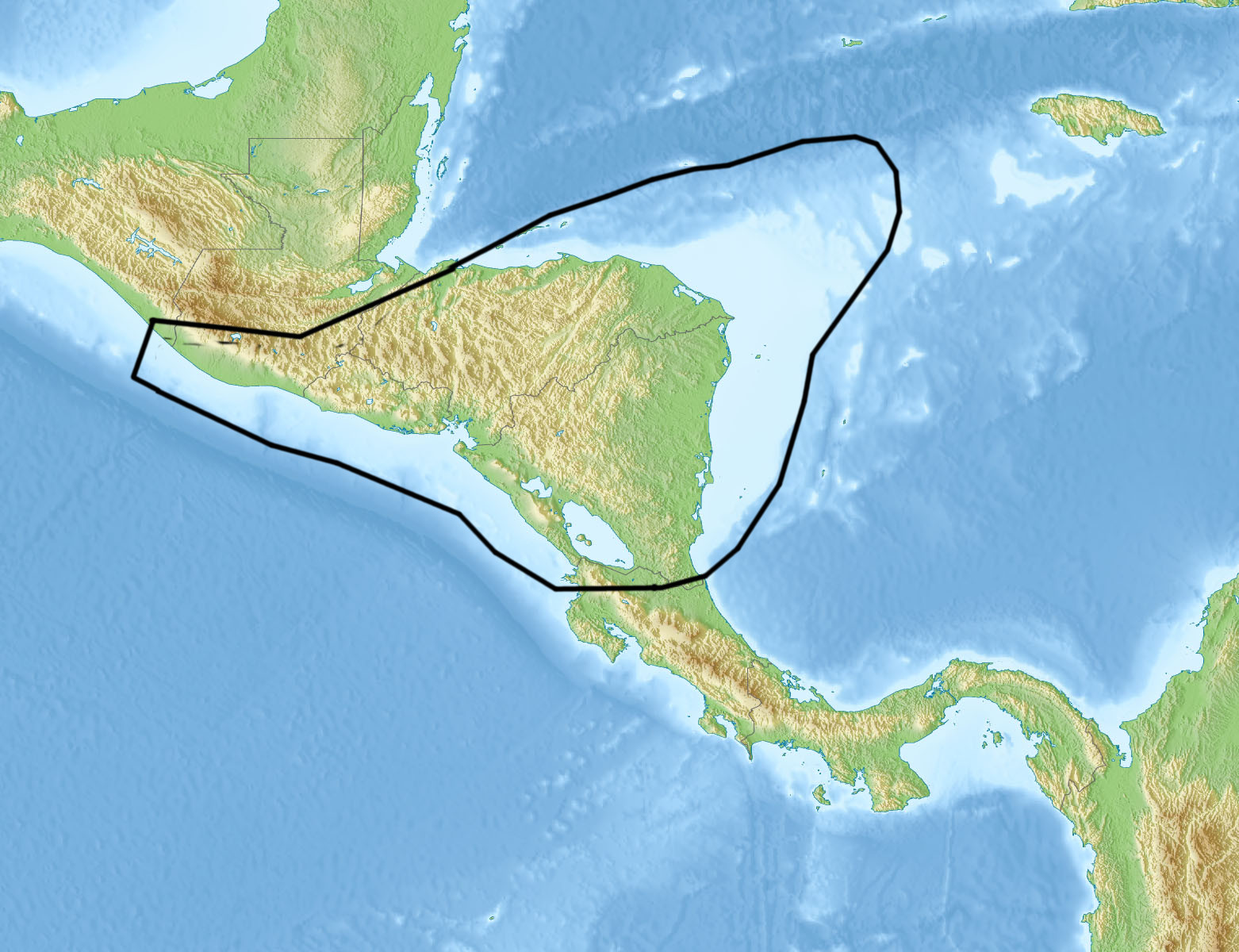
Extensión del bloque chortis, el bloque cortical en el que se encuentra el país

### Ubicación del país en el Bloque Chortis de la placa del Caribe
El país, así como la mayoría del norte de Centroamérica (Honduras, Nicaragua, el sur de Guatemala, y parte del alto nicaragüense), se ubican en la margen oeste de la corteza continental de la placa del Caribe, en un bloque cortical denominado bloque Chortis; específicamente sobre el terreno meridional o sur de dicho bloque, que carece de un basamento paleozoico y que se interpreta como un elemento oceánico acrecionado a los terrenos continentales.
El bloque Chortis limita al norte con la placa Norteamericana en la falla transformante sinestral (con movimiento hacia la izquierda) de Motagua-Polochic, cuyo recorrido incluye también el centro de la actual Guatemala; en dicha falla la placa del Caribe se mueve hacia el este alrededor de 20 milímetros por año. Dicho movimiento influye en las características tectónicas del bloque Chortis.
La falla dextral de Guayape, que corre al norte de la parte hondureña del golfo de Fonseca hacia el noreste, representa el límite entre los terrenos central y oriental del bloque Chortis y de segmentos del arco volcánico; y probablemente jugó un importante rol en la formación del golfo de Fonseca, ya que se observa su influencia en las fallas que corren en las islas del golfo (como es el caso de la isla Zacatillo).

### Subducción de la placa de Cocos, grabénes o fosas tectónicas, y arco volcánico

Detalle de una zona de subducción

La costa salvadoreña se encuentra en la zona donde bajo la placa del Caribe hace subducción la placa de Cocos (que se desplaza a una velocidad absoluta de 6.5 kilómetros por año; subduciéndose hacia el noreste, con muy bajo acoplamiento en la zona del país, entre 70 a 80 milímetros por año) en el área denominada como Fosa mesoamericana, la cual está ubicada mar adentro, extendiéndose paralelo a la costa desde el sur de México hasta Costa Rica (a una distancia de 150 km de la costa salvadoreña).
La subducción provoca una intensa actividad sísmica, y la fusión de rocas de la corteza terrestre (que se encuentran sometidas a altas temperaturas y presiones). A finales del Mioceno, un desgarre en la placa de Cocos produjo su retroceso, lo que ocasionó una deformación extensional (de estiramiento de las rocas) que generó una zona debilidad (de bajo espesor de la corteza terrestre) en la que en algunas zonas la tierra se hundió, formando varios grabénes o fosas tectónicas (limitados por fallas normales o de desplazamiento vertical, por lo general inclinado hacia abajo). Destacándose el Graben Centroamericano (conocido localmente como Graben Central, que es un bajo estructural que en El Salvador tiene un ancho irregular que varía de unos 15 km a 30 km) que es un grabén extensional que corre de este a oeste y que tiene en su interior al Arco volcánico centroamericano, que se extiende por 1500 kilómetros desde la frontera de México y Guatemala hasta Panamá, y que incluye a la mayoría de volcanes del país.
Otros grabénes, generados por el retroceso de la placa de Cocos, en los países vecinos y que también influyen en el territorio salvadoreño (principalmente en el volcanismo detrás del arco volcánico), son las fosas tectónicas que corren de norte a sur y que son conocidas como:
- El grabén de Ipala, cuya configuración se extiende desde el sureste de Guatemala al noroeste de El Salvador. Encontrándose limitado al norte por la falla sinestral de Jocotán y al sur por la dextral de Jalpatagua, y que influye en la formación de fallas en el país (sobre todo al occidente) y en el volcanismo joven (en volcanes como Chingo, en Chalchuapa por la frontera con Guatemala; San Diego, en Metapán; y San Lorenzo, en Ahuachapán.[2][9][11][12]
- El grabén de Comayagua, que conecta el campo volcánico de Tegucigalpa con el área del Golfo de Fonseca. Este graben es una importante línea divisoria tectónica que separa dos segmentos del arco volcánico centroamericano; y en él se produce un desplazamiento lateral derecho significativo de los dos segmentos, así como un cambio importante en la profundidad de la cima de la placa debajo del volcán (teniendo 146 kilómetros debajo del volcán de Conchagua).[2][4]

Estos grabénes, a partir del Holoceno y debido al bajo acoplamiento en la zona de subducción en el país, llevaría que se viesen afectados por la deriva hacia el este del bloque Chortis, lo que haría que en los límites de los grabénes se formasen fallas de desgarre o de desplazamiento horizontal (como la falla de Jalpatagua) y que se generasen fallas dentro de los grabenes (como la falla San Diego) que impulsarían el volcanismo joven detrás del arco del país.

### Movimiento hacia el oeste del antearco
La falla Motagua-Polochic y la zona de cizalla (con fallas que se mueven horizontalmente) del arco volcánico se cierran como una cremallera o zíper por el movimiento hace el oeste de la placa Norteamericana; la cual, a su vez, arrastra hacia el oeste el antearco centroamericano (el terreno al sur del arco volcánico, incluyendo la costa del país), teniendo las fallas del arco entre 10 y 15 milímetros por año de traslación hacia el noroeste de la franja del antearco.
Este arrastre del antearco se ve impulsado por la subducción de la placa de Cocos y el mayor acoplamiento de esta en Costa Rica; y a su vez, la acción conjunta de estos tres procesos limita la deformación interna a lo largo del antearco. Siendo todo esto consistente con la disminución hacia el oeste de la tasa de deslizamiento a lo largo de las fallas Motagua-Polochic y en las fallas de este a oeste a lo largo del arco volcánico en El Salvador y Guatemala.
El movimiento forzado hacia el noroeste de la franja de antearco, combinado con la falta de acoplamiento en la zona de subducción, condiciona el régimen de deformaciones que controla la tectónica activa en El Salvador.

## Características tectónicas
En el interior del país, los únicos elementos tectónicos que se conocen son las fracturas o fallas (sin indicios de plegamiento). En El Salvador se han mapeado más de 1800 trazas de fallas individuales activas, que tienen orientaciones que pueden ser de N30-40°O, N30-40°E o N 90-100°E.
La mayoría de fallas del país se encuentran distribuidas en dos sistemas o conjuntos principales de fallas, con dirección ONO-ESE (oesnoroeste- estesureste) y NNO-SSE respectivamente; y el resto en un conjunto menor, con dirección EO (este a oeste), que condicionan más intensamente la morfología regional y la ubicación de los principales volcanes activos. Sin embargo, las fallas activas de más de 5 kilómetros de longitud son predominantemente de dirección EO a ESE-OSO con otros dos conjuntos orientados NO-SE y NNE-SSO (este último, son menos evidentes y se presentan principalmente en el centro y este del país); la cinemática de estas fallas muestra un movimiento dominante de desgarre en el conjunto de fallas EO a ESE-OSO, las fallas NNE-SSO muestran un comportamiento normal puro, y las fallas NO-SE muestran un movimiento normal y de rumbo oblicuo.
Las fallas con mayor evidencia de actividad en el bloque Chortis están asociadas a fosas norte-sur dispersas que consisten en una deformación coaxial (donde el eje de la deformación permanece fijo a las partículas materiales) extensional baja y dispersa. En el caso del país, la mayoría de la deformación activa se localiza a lo largo de las fallas de lo que se conoce como la Zona de falla de El Salvador.

### Zona de falla de El Salvador (ZFES)
La Zona de falla de El Salvador (ZFES) es una zona de cizalla o corte, ubicada dentro y alrededor del Graben Central, donde predominan las fallas de desgarre o de desplazamiento horizontal, con movimiento dextral (que se mueven hacia la derecha) de este a oeste; que está activa y que mide unos 20 km de anchura y 150 km de longitud.
La ZFES surgiría por la extensión de la corteza terrestre producto del retroceso de la placa de Cocos a finales del Mioceno y por la expulsión de un gran volumen de ignimbritas (debido a dicho retroceso, tanto en esa época como en el Plioceno), y que en el Holoceno llegaría tener un régimen de deformación transtensivo (en la que se encuentran tanto fallas normales y fosas tectónicas, como fallas de desgarre) dextral a lo largo del Arco volcánico centroamericano, producto del desplazamiento hacia el este del bloque de Chortis (de todo ello se hablara detalladamente más adelante en la sección formaciones estratigráficas).
Según Martínez-Díaz et al (2020), se identifican tres regímenes de deformación a lo largo de la zona de falla, que son: un bloque cortical en la franja de antearco (al sur de la ZFES, y que incluye las velocidades GPS más rápidas y homogéneas) que es dominado por una traslación rígida hacia el oeste; tres zonas con deformación coaxial extensional distribuida en dirección este-oeste (ubicadas en la zona occidental, del volcán San Miguel a la frontera, y por la parte del río Lempa que separa los departamentos de San Vicente y Usulután); y dos bandas con una deformación compatible con el régimen transtensional (en la zona central y del área antes del volcán San Miguel hacia el sureste).
Los volcanes activos, así como las grandes fallas NS en el bloque Chortis (que generan fosas tectónicas como el grabén de Ipala), ubicados cerca de la ZFES podrían actuar como atractores de fallas promoviendo nuevas fallas secundarias y el ensanchamiento de la ZFES.
En la ZFES hay unas 38 fallas que tienen clara evidencia de actividad reciente y tienen una longitud de más de 5 kilómetros; es probable que estas fallas produzcan grandes terremotos devastadores en tierra en el país con una magnitud de momento que va desde 5,98 hasta 7,94. Algunas de las ciudades más pobladas del país están muy cerca de algunas de las fallas de desgarre EO que dan los valores de magnitud de momento más altos; como es el caso de: San Salvador, a 10 kilómetros de la falla de Guayape; San Vicente, a 1,5 kilómetros de la falla de San Vicente; y San Miguel a 4 kilómetros de la falla de San Miguel.

#### Estructura de la ZFES
Varios estudios han propuesto modelos de como es la estructura interna de la ZFES. Según Stoiber y Carr (1973) y Martínez-Díaz et al. (2004) la ZFES se dividiría en tres estructuras o sistemas de fallas nombrados con las direcciones (en inglés): WNW-ESE, NNW-SSE y NE-SW. Sin embargo, estudios posteriores más detallados mostraron que se trata de una zona de fallas más compleja.Según Canora et al. (2012) habría cinco segmentos a lo largo de toda la zona, que de oeste a este son: el segmento oeste (hasta la caldera del lago de Ilopango), el segmento San Vicente, el segmento Lempa, el segmento Berlín (desde el este del río Lempa hasta por el volcán de San Miguel) y el segmento San Miguel. Más adelante, Martínez-Díaz et al. (2020), a partir del mapeo detallado de fallas activas junto con datos sísmicos y geodésicos, reduciría los segmentos antes mencionados a cuatro que son (según sus siglas): ASC, CSS, IB y BF:

##### Segmento Ahuachapán-Santa Ana-Coatepeque (ASC)
Está conformado por la mitad del sector occidental propuesto por Canora (hasta la caldera del lago de Coatepeque), y se encuentra limitada al poniente por la falla de Jalpatagua (en Guatemala).
Está dominada por fallas normales con dirección NNO-SSE y NNE-SSO que controlan el sistema volcánico Santa Ana-Izalco (estructurado por la zona de fallas de Ilamatepec y la falla El Zacamil) y el campo extensional occidental de Ahuachapán (ubicado al norte de la cordillera de Apaneca, donde un conjunto de fallas normales, con un componente menor de movimiento oblicuo, orientadas NNE-SSO acomoda la deformación activa de la región por inclinación de bloques).
La mayor parte de la sismicidad, donde la magnitud de momento es mayor a 4.0, se localiza entre ambos campos volcánicos donde las velocidades GPS indican la máxima extensión EO. Habiendo velocidades que varían de 3.9 mm/año en la caldera occidental de Coatepeque a 10.4 mm/año al este del campo extensional de Ahuachapán.
Este segmento está dominado por una extensión EO; en donde el movimiento de deslizamiento a lo largo del extremo oriental de la falla de Jalpatagua (que tiene una tasa de deslizamiento de 7,5 mm/año) se acomoda a los conjuntos de fallas extensionales NS y NE-SO de Ahuachapán, actuando como una cuenca de separación. Esta extensión EO es mayor al este del campo extensional de Ahuachapán y se concentra cerca del eje volcánico de Santa Ana (zona de la falla de Ilamatepec); a su vez, esta zona con mayor extensión EO se conecta al norte con la región extensional del Graben de Ipala.
El gradiente actual de velocidad EO entre las fallas de Ahuachapán y Jalpatagua es pequeño, debido a la desaceleración en tiempos recientes de la falla de Jalpatagua y la posterior disminución de la extensión en el campo extensional de Ahuachapán; lo que sería consistente con que el desplazamiento hacia el este en la zona donde se encuentran las placas Norteamericana, Caribe y Cocos genera el cierre como de cremallera entre la falla de Motagua y las fallas del arco volcánico (lo que frena progresivamente el movimiento de deslizamiento a lo largo del límite norte de la franja de antearco). En esta zona, el movimiento actual del antearco resulta en tectónica extensional (orientada a la elongación EO) acomodada por fallas NS y NNE-SSO; sin embargo, pesar del predominio de fallas extensionales, la mayoría de los mecanismos focales disponibles en esta área son de desplazamiento horizontal.

##### Segmento Coatepeque-San Salvador (CSS)
Está conformado por la otra mitad del sector occidental propuesto por Canora (hasta la zona del volcán San Salvador). Al occidente está definido por dos bloques tectónicos limitados por las fallas EO de Comecayo, Coatepeque-Zapotitan y Comasagua, que son el bloque del lago Coatepeque y otro bloque ubicado al sur; y al oriente, por el bloque San Salvador, limitado por la falla de Guaycume al norte y las fallas de Ayagualo y Panchimalco al sur.
El bloque Coatepeque muestra evidencia clara de extensión EO, que es controlada principalmente por la zona de fallas Ilamatepec al oeste y la falla Arce al este; es limitado al oriente por la falla de Guaycume (con una dirección de N120°E, y una tasa de deslizamiento de 9 ± 3 milímetros por año), cuyo extremo occidental se divide en una serie de ramas cuyas orientaciones cambian hacia NO-SE y tienden a propagarse hacia la falla Comecayo, lo que es consistente con una transición de régimen extensional de rumbo a EO en este bloque (que es menor a la del segmento anterior).
El bloque ubicado al sur, se encuentra entre la falla Coatepeque-Zapotitan y las fallas Apaneca y Comasagua no presenta evidencia de una extensión significativa en dirección este-oeste, y el gradiente de velocidad en este bloque no es muy grande y la mayor parte de la deformación estaría concentrada a lo largo de las fallas que lo delimitan.
Dentro del bloque San Salvador se ubica el volcán de San Salvador y el área metropolitana de San Salvador. En él se observan fallas ONO-ESE y NS distribuidas en el bloque que son consistentes con los planos T, R y R′ (estructuras denominadas como sistema de Riedel, que son causadas por dos fallas de desplazamiento horizontal) dentro de una amplia zona de falla de desgarre dextral con un componente extensional. La variabilidad cinemática de los mecanismos focales dentro del bloque respalda la existencia de diferentes conjuntos de fallas con diferentes cinemáticas; asimismo, los mecanismos focales de los sismos pequeños localizados en el bloque San Salvador muestran una variabilidad cinemática significativa con varios mecanismos de falla inversa en el volcán de San Salvador y en el área entre San Salvador y el lago de Ilopango (está actividad volcánica puede influir en la estructura de las fallas de desgarre).
Este segmento se caracteriza por una actividad tectónica transtensional que sobreimprime el graben central; esto explica tanto la existencia del graben central, como la cinemática de desgarre de las fallas EO que limitan el bloque San Salvador y los mecanismos focales de terremotos más grandes. La transición entre el dominio transtensional central y el dominio extensional occidental se observa en la tendencia de las puntas occidentales de las fallas de Guaycume y Apaneca a girar hacia un rumbo NO-SE y a aumentar el componente extensional.
Un gran gradiente de velocidad GPS, a través del arco volcánico, que fue detectado en el sector del lago Ilopango, puede estar asociado con una estructura compleja y discontinua de la ZFES que causa una desaceleración del movimiento hacia el oeste de los bloques tectónicos locales; asimismo, las anomalías de Bouguer regionales respaldan la existencia de una estructura de basamento oblicua a la ZFES que probablemente influya en la geometría y cinemática de la zona de falla.

##### Segmento Ilopango-Berlín (IB)
Conformado por los segmentos San Vicente y Lempa propuestos por Canora; se extiende desde la zona de la caldera del lago de Ilopango hacia el este hasta la caldera donde se ubica la localidad de Berlín. En ella predominan las fallas orientadas EO y ONO-ESE con movimiento de desgarre dextral; al norte, las fallas normales NS son más evidentes, especialmente en el área de Sensuntepeque donde las fallas Victoria y Sensuntepeque produjeron la expansión EO de un antiguo edificio volcánico del Mioceno-Plioceno (formación Balsámo).
La cuenca pull-apart (depresión ubicada entre dos fallas paralelas) romboidal del Lempa, domina este segmento; y está limitado al norte por las fallas de San Vicente (que fue la fuente del terremoto del 13 de febrero de 2001, y que tiene una taza de deslizamiento de 7 ± 1 mm/año), Apastepeque (con una tasa de deslizamiento de 7 ± 2 o 3 ± 2,5 mm/año) y El Pulguero, y al sur por las fallas de Berlín, Lempa y El Triunfo (con una tasa de deslizamiento de 7,5 ± 3,5 o 9 ± 2). Los mecanismos focales a lo largo del sector pull-apart del Lempa son homogéneos, y tienen cinemáticas dominantes con planos de fallas de desgarre NS y EO consistentes con sus ubicaciones a lo largo de las fallas limitantes.
Al oeste de la depresión del Lempa, una densidad muy alta de fallas extensionales activas orientadas NO-SE (por ejemplo, la falla La Joya) y NS indica un crecimiento activo hacia el oeste de la depresión pull-apart; igualmente, el pull-apart parece propagarse hacia el norte a través de las fallas transtensionales Tecomatal y Guachipilin (donde se ubica el campo volcánico del Holoceno de Apastepeque), coincidiendo con la prolongación sur de las fallas Victoria y Sensuntepeque.

##### Segmento Berlín-Fonseca (BF)
Conformada por los segmentos Berlín y San Miguel propuestos por Canora; se extiende desde la caldera de Berlín hasta hasta el golfo de Fonseca, con una longitud de 74 km; y presenta características estructurales y sismotectónicas muy diferentes a las de los sectores central y occidental.
La distribución de las fallas activas muestra la existencia de un bloque cortical limitado al norte por la falla de San Miguel (con una tasa de deslizamiento de 3 ± 2 mm/año) y al sur por las fallas de Río Grande, Jucuarán e Intipuca; en cuyo interior hay una deformación altamente distribuida a través de una red generalizada de fallas de dirección NO-SE a NNE-SSO, que acomoda la mayor parte del movimiento hacia el oeste transferido por las fallas de rumbo EO del segmento anterior, y que es descrito como un amplio paso extensional del arco volcánico incluyendo el Golfo de Fonseca, con una importante elongación EO que afecta a toda la región. La geometría de las fallas mapeadas en el bloque extendido a lo largo de la cordillera Jucuarán-Intipuca muestra conjuntos de fallas conjugadas con relaciones transversales complejas.
La falla El Triunfo tiene destacada expresión morfológica, y pierde la mayor parte de su escarpa cerca de Jucuapa. Al sur, las fallas Río Grande-Jucuarán-Intipuca constituyen un corredor tectónico ONO-ESE con componente de deslizamiento dextral-oblicuo y extensional, que probablemente conecta con el campo volcánico Usulután-Berlín y con las fallas del sur de Lempa; otro corredor de fallas conectaría las fallas Chirilagüa, Olomega, Quesadilla y El Progreso con los volcanes holocenos San Miguel y Chinameca, intersecándose con el extremo oriental de la falla El Triunfo; ambos corredores de fallas serían la vía de transferencia de parte del desplazamiento de rumbo del segmento IB hacia las fallas ONE-ESE cercanas a la costa.
La sismicidad histórica es escasa en este segmento, ya que es una región donde predomina la deformación distribuida y por lo tanto la carga de esfuerzos a lo largo de planos discretos es mucho más lenta; sin embargo, no deben ignorarse algunas fallas en la región de Jucuarán-Intipuca, ya que son lo suficientemente largas y tienen un gran deslizamiento de falla acumulado para ser consideradas como fuentes sísmicas importantes.
Los mecanismos focales disponibles para este segmento muestran que, en lugar de la evidente deformación extensional activa que afecta a esta región, la mayoría de la deformación son de tipo transgresor; lo que indicaría que las fallas normales NS generalizadas tienen poco acoplamiento mecánico y se comportan en un régimen asísmico, o que la microsismicidad es predominante en esta zona, también puede haber una partición de deformaciones dentro de un régimen transtensivo.
En este segmento existirían dos subdominios: un subdominio oriental, caracterizado por fracturamiento extensional NS penetrante que induce extensión EO de la corteza superior; y un subdominio occidental, bajo un régimen de deformación transtensional que está controlada por dos corredores de fallas que bordean el subdominio y transfieren parte del movimiento de desgarre de las fallas EO de la ZFES central a las fallas activas ONO-ESE a lo largo de la costa. La prolongación de los corredores de fallas coincide con los volcanes activos del Holoceno: San Miguel y Chinameca al este y el campo geotérmico Usulután, Tecapa y Berlín al oeste.
La geometría en forma de rombo de las fallas a lo largo de las cordilleras Jucuarán-Intipuca y las fallas extensionales NS, generalizadas entre estas cordilleras y la falla San Miguel, muestran similitudes significativas con los modelos que consideran un conjunto de fracturas NS generalizadas preexistentes e intersecadas luego por fallas transversales NO-SE. Lo que apoya que la tectónica actual de esta área está dominada por una incipiente estructura de gran tamaño, de pull-apart, relacionada con la transferencia de movimiento de desplazamiento  horizontal o desgarre EO desde las fallas de El Triunfo a fallas activas a lo largo de la costa sureste del país. El crecimiento progresivo de las fallas transversales de cuenca NO-SE (en este caso los corredores Jucuarán-Río Grande y Quesadilla-Olomega-El Progreso con un evidente componente de movimiento de desgarre) induce la individualización de bloques bajo el régimen transtensional.
En el golfo de Fonseca, la mayoría de los mecanismos focales son de desgarre puro pero las deformaciones recientes en la superficie indican claramente una extensión EW; y se encontraría en un bloque tectónico limitada al norte por la falla de San Miguel (que continuaría hacia Hobduras) y al sur por la falla de Maribios (al noreste de Nicaragua, y que continuaría hacia el golfo y la falla de Intibucá).

## Formaciones estratigráficas e historia geológica
Para la comprensión, a grandes rasgos, de la historia geológica del país, se han agrupado las distintas características geológicas del territorio en seis unidades estratigráficas; que, desde la más antigua a la más reciente, son: los Estratos de Metapán, la Formación Morazán, Formación Chalatenango, Formación Bálsamo, Formación Cuscatlán, Formación San Salvador, y Aluvión.

### Estratos de Metapán

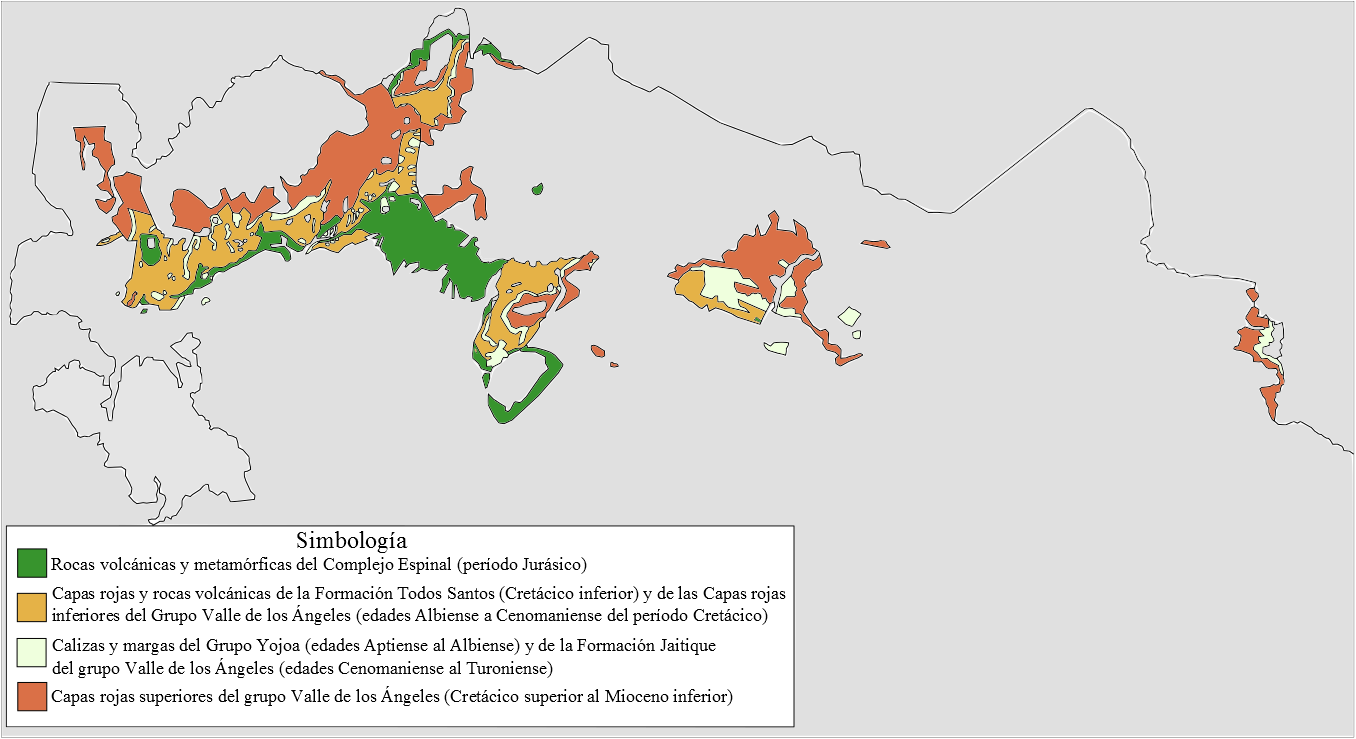
Mapa de los estratos de Metapán

Con el nombre de estratos de Metapán se agrupan las rocas más antiguas del país, que se encuentran únicamente en el área de Metapán y en pequeñas zonas del norponiente del departamento de Chalatenango; y que se encuentran divididas, desde la más antigua, en: complejo Espinal, formación Todos Santos (también denominada Metapán o Tepemechín), Grupo Yojoa, y Valle de los Ángeles (todas ellas ubicadas en la misma región).

#### Complejo Espinal
El complejo Espinal, data del período Jurásico, y tiene un espesor de más de 5 metros. Se compone de lavas submarinas (formadas de basaltos a andesitas basálticas), brechas hialoclasticas y tobas andecíticas; y a veces tiene intercalaciónes de sedimentos finos reelaborados de esas brechas antes mencionadas. Estos materiales, se depositarían en el Jurásico medio, viéndose deformados y levemente metamorfoseados (lo que se observa en facies de prehnita-pumpellyíta) en un evento de deformación (que produjo el plegamiento de las rocas y el levantamiento tectónico, formando elevaciones en el terreno) en el Jurásico superior.
Esta formación fue producto de erupciones volcánicas submarinas y subaéreas (de composición básica a intermedia) y de intercalaciones de sedimentos marinos. En estas rocas son abundantes las fallas y fracturas, habiendo algunas que evolucionaron durante el emplazamiento del magma y otras que tuvieron un origen tectónico. Los estratos sedimentarios buzan (es decir, se encuentran inclinados hacia bajo) localmente hacia el oeste con ángulos medianos.
El complejo Espinal subyace bajo la formación Todos Santos, a excepción de algunas zonas donde yace bajo el grupo Yojoa debido probablemente a alguna elevación que impidió que se depositaran los estratos de la formación Todos Santos en esas áreas.

#### Formación Todos Santos
Lo que se conoce como la formación Todos Santos, data de inicios del Cretácico inferior, y consiste básicamente en rocas clásticas (como conglomerados o areniscas) depositadas en condiciones de oxidación (que son conocidas como capas rojas por su color rojizo, proveniente del óxido de hierro de su estructura mineral), que está conformada por depósitos continentales provenientes de sedimentos fluviales (procedente de ríos de agua dulce) o de agua salada que se desarrollaron como relleno de valle pos-jurásicos; y que están intercaladas o reemplazadas localmente por rocas volcánicas. En total esta formación tiene un espesor de entre 50 y 60 metros; y su límite con el complejo Espinal es de inconformidad angular (lo de inconformidad o discordancia significa que hay una brecha en el registro geológico debido a la interrupción de la deposición de estratos o a que estos se erosionaron, y transcurrió el tiempo antes de que se produjera una nueva capa; lo de angular significa que los estratos horizontales y paralelos se encuentran sobre capas inclinadas).
En su base y en varios niveles de esta formación se observan rocas volcánicas de carácter subaérico, en la que destacan ignimbritas riolíticas (con más óxido de hierro que óxido de aluminio en comparación de las ignimbrita de finales del período Paleógeno e inicios del Neógeno) y caídas coignimbriticas (cenizas de flujos piroclásticos, hechas de toba fina). La parte principal de la formación, la capa roja, está compuesta de sedimentos clásticos gruesos, conglomerados polimictos (con variedad de distinto tipos de clastos) y areniscas cuarzíferas, que alternan con estratos de arcillas, teniendo todos el color rojo, a veces gris o verde; los granos gruesos de las rocas siliciclásticas (como las areniscas) de la capa roja forman varios ciclos granodecrecientes (que paulatinamente van haciendo pequeños de la base hacia arriba).
Esta formación se depositaría en cuencas que existieron entre las elevaciones del basamento del Complejo Espinal. En la base de la formación se han observado sistemas de ríos trenzados de color blanco, surgidos por la reducción del nivel del mar en esas cuencas; mientras que cerca de la parte superior, se han observado depósitos estuarinos heterolíticos, que sería producido por el aumento del nivel del mar que paulatinamente daría paso a un mar tranquilo previo a la depositación de carbonatos en la formación siguiente.

#### Grupo Yojoa
El Grupo Yojoa se depositaría en las edades del Aptiense al Albiense; tiene un espesor de entre 40 a 60 cm; y básicamente se caracteriza por rocas sedimentarias carbonáticas de origen marino (calizas o margas) wackestones (es decir, rocas carbonáticas soportadas por lodo que contienen más del 10 % de granos, según la clasificación de Dunham) procedentes de la litificación de los restos de organismos vivos.
Por su correlación con las capas hondureñas se pueden distinguir dos formaciones que (desde la más antigua) son: la formación Cantarranas y la formación Atima.

##### Formación Cantarranas
La formación Cantarranas está formado básicamente por margas con calizas marinas nodulares de color gris oscuro hasta gris azulado; y se depositaría desde el Aptiense hasta inicios del Albiense.
En los lugares donde aflora el límite transgresivo entre el subyacente Complejo Espinal y esta formación, se observan la sucesión de conglomerados basales (con un espesor de 0,5 m), y la alternación de capas con poco espesor hechas de areniscas con grano fino, lutitas y margas (de 5 a 10 metros) que contienen carbonato de calcio que va aumentando desde la base hacia arriba.
En todos los afloramientos de las margas de la formación Cantarranas se han encontrado gastrópodos (de los géneros Natica, Lunatia y Multiptyxis), bivalvos (de géneros Actinostreon, Ceratostreon, y Chlamys), pasillos bifurcados de ichnogeno Thallassinoides, y fragmentos de plantas carbonizados; mientras que en los estratos basales se han descubierto ostracodas y foraminiferas calcáreas (de los géneros Tristix, Lenticulina, Pseudocyclammina, Trocholina y Dicyclina).
A está formación pertenecerían los fósiles de caracoles, cefalópodos en forma de espiral conocidos como ammonites, erizos de mar, almejas, posibles gusanos tubícolas, estrellas de mar, y restos de pólipos y cuernos de coral, que harían parte de un arrecife con fechamiento de hace unos 120 millones de años (perteneciendo a las edad o pisos del Aptiense, en el Cretácico inferior) y que fueron encontrados en el cantón La Joya en el año 2018.

##### Formación Atima
La formación Atima, es el cuerpo principal del Grupo Yojoa, y se depositaría durante el Albiense. Cuenta con calizas marinas arcillosas de estratigrafición laminar con abundantes cherts (que contienen concreciónes de silicitas negras típicas de varias formas) que alternan con capas de margas en forma de sedimentación cíclica y rítmica; en su parte más superior hay dos capas de margas rojas que terminan en un banco de caliza nodular, que es densamente perforada por pasillos de tipo thalassinoides y que representaría una tierra firme incipiente.
En la base de esta formación se observa con frecuencia las accumulaciónes de capas de conchas y pequeños biostromas de bivalvos sésiles conocidos como rudistas (que son responsables de la formación de arrecifes en esa época; encontrándose en la formación especímenes de los géneros Planocaprina, Matheronia y Toucasia) que forman bancos con espesor de 4 a 6 metros, junto con bivalvos del género Chondronta; lo que indica condiciones de aguas poco profundas en el mar de Tetis (que en principio separaba al supercontinente Laurasia de Gondwana). Mientras que en la parte inferior y medio de la formación se observa una pobre asociación de foraminiferas (de género Praebulimina, Tristix, Spirillina, Laevidentalina, y Trocholina) con una cantidad bastante alta de ostracodas (de géneros Cythereis, Asciocythere, Protocythere).

#### Grupo Valle de los Ángeles
El grupo Valle de los Ángeles se depositaría del Albiense hasta el Maastrichtiense (la edad final del período Cretácico), habiendo un hiato de características geológicas en el Cenozoico (en los períodos Paleógeno e inicios del Neógeno; específicamente en este último a inicios de la época del Mioceno inferior). Tiene un espesor mayor de 700 m; y en ella se encuentran tres formaciones que (desde la más antigua) son: las capas rojas inferiores, la formación Jaitique, y las capas rojas superiores.

##### Capas rojas inferiores
Las capas rojas inferiores cuenta con un espesor de entre 120 a 220 metros (con tamaños menores en algunas zonas debido a la reducción tectónica de esos sedimentos); y abarca las edades del Albiense al Cenomaniense. Como su nombre indica, al igual que la formación Todos Santos, consiste en rocas clásticas (como lutitas, pelitas, conglomerados o areniscas) depositadas en condiciones de oxidación, que tiene un color rojizo debido al óxido de hierro de su estructura mineral; y que básicamente consiste en conglomerados y areniscas calcáreas, y arcillas rojas con seat earth o tierras de asiento (un lecho de roca que se encuentra debajo de un yacimiento de carbón, y que representa al suelo que sustentaba algún tipo de vegetación a partir de la cual se formó el carbón) intercaladas por rellenos de canales fluviales, que están asociadas con rocas volcánicas producidas en algún evento eruptivo.
El límite de la formación con el grupo Yojoa es discordante. Cuenta con una base erosiva, y cerca del contacto erosivo tiene una capa de conglomerados con fragmentos de las calizas de la formación anterior; sobre la que hay una capa de arenisca calcárea (producto de la fosilización de gastrópodos nerineidos de aguas poco profundas); seguida por la propia capa roja que contiene lutitas y arcillas rojas, gris o gris-verdoso de granos finos (con cemento arcilloso y estratificaciones finas), intercaladas con areniscas cuarcíticas y conglomerados de color gris (que frecuentemente tienen estratificación inclinada) que forman lentes que se alternan con pelitas en ciclos fluviales típicos; junto con todo ello, en diferentes niveles estratigráficos, hay tobas volcánicas (en la que predominan las ignimbritas ríolíticas que tienen un color rosáceo; que originalmente eran rocas vitrofíricas ricas en oxígeno y fenocristales de feldespatos alcalinos, y que actualmente están completamente desvitrificadas).
En las areniscas calcáreas de esta formación se han encontrado fósiles de gastropodos marinos (de los géneros Lunatia y Nerinea), ostras, y microfauna representada por foraminiferas (de los géneros Quinqueloculina, Lenticulina, Gavelinella, y Favusella). También se ha encontrado, sobre la base de la propia capa roja, una capa de suelo fósil con abundantes raíces de plantas, lo que muestra el paso de la ambiente marino al ambiente continental.
Esta formación surgiría a partir de la actividad tectónica que produjo cambios eustáticos en el nivel del mar, levantando el área y cambiando paulatinamente el carácter de la sedimentación marina a la sedimentación continental, lo que sería acompañado también por erupciones volcánicas producida por centros volcánicos desconocidos; todo ello iría generando una tierra firme (la propia capa roja), que estaría intercalada por distintas corrientes de ríos, y donde crecerían plantas.

##### Formación Jaitique
La formación Jaitique, tiene un espesor de 60 a 70 metros, y abarca de la edad del Cenomaniense al Turoniense (ambas a inicios del Cretácico superior). Consiste básicamente en calizas o margas (que por lo general son wackestones delgadas y rítmicamente estratificadas) que provienen de la litificación de los restos de organismos vivos en un ambiente marino, que surgiría debido a que el aumento del nivel del mar provocó el retorno a condiciones marinas del territorio.
Tiene un límite conformable con la formación anterior, y en su base se alteran lutitas y margas de color rojo con estratos delgados de calizas arcillosas, sobre lo se extienden bancos de caliza de laminación fina; mientras que en su parte superior predominan margas con capas delgadas de caliza (similares a los del miembro Guare de esta formación observados en Honduras), terminando con arcillas de color verdoso y rojizo.
Entre los fósiles encontrados, se encuentran el ammonite Calycoceras salvadorense y el bivalvo Ilymatogyra laeviplexa, descritas en el país y datados a 95 millones de años (en la edad del Cenomaniense, en el Cretácico superior); así como también bivalvos (del género Plicatula), valvas de ostracodos recristalizados, espinas de erizo mar, dientes pequeños de tiburón, foraminiferas (de los géneros Spirillina, Lingulogavelinella, Rotalipora, Hedbergella (quizás Favusella), Dictyoconus, Oolina, Conorboides, Praebulimina, y Dicyclina), y algas unicelulares cocolitóforos (de los géneros Watznaueria, Zeugrhabdotus, Helenea, Eiffellithus, Eprolithus, Prediscosphaera, y Stoverius). Asimismo, en la parte más superior se han encontrado fragmentos de plantas terrestres, pertenecientes a sequoias y otras.

##### Capas rojas superiores
Las capas rojas superiores, tienen un espesor de entre 200 a 450 metros, y se depositaron en el Cretácico superior. Como su nombre indica, al igual que la formación Todos Santos y las capas rojas inferiores, se compone de rocas clásticas (depositados en condiciones de oxidación) que tienen un color rojizo por el óxido de hierro de su estructura mineral; y que se depósito debido a que, producto de la actividad tectónica, paulatinamente se reduciría el nivel del mar, dando paso a la formación de tierra firme (que en este caso ya sería permanente) en la que se han observado varios canales fluviales rellenos con areniscas cuarzosas. Desde el punto de vista de la litología, se puede dividir esta formación en una parte inferior y una parte superior.
La parte inferior está conformada por capas de conglomerados polimictos (derivados de las rocas subyacentes de la formación Jaitique) que se alternan con capas de pelitas de color rojo claro u oscuro; y en ella se encuentran principalmente guijarros formados por calizas, seguidos por clástos y rocas parecidas de andesitas y dacitas (en niveles estratigráficamente más bajos y muchas veces meteorizados). En algunos lugares, las capas de conglomerados están fuertemente consolidadas (por calcificación o limonitización) formando lomas morfológicamente llamativas. Su límite con la formación Jaitique es erosivo significativamente y de inconformidad regional con discordancia angular.
La parte superior está conformada por lutitas arcillosas de color rojo que alternan con areniscas cuarcíferas (de color rojo) y bancos de conglomerados cuarcíticos de color rojo-gris con estratificación inclinada; localmente los sedimentos contienen material de origen volcánico. Su límite superior es discordante y erosional, siendo el contacto con las ignimbritas de finales del período paleógeno e inicios del Neógeno (formaciones Morazán y Chalatenango) ocasionalmente tectónico.

#### Características geográficas y tectónicas

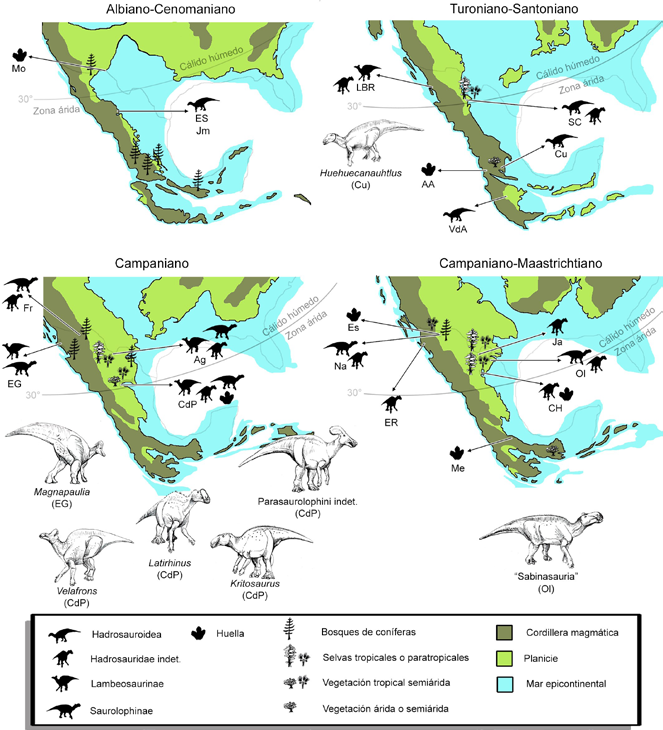
Mapa paleográfico de Laramidia, hoy el lado poniente de Norteamérica (incluyendo el bloque Chortis) en el período Cretácico (del Albiense al Maastrictiense); mostrando la distribución de Hadrosauroideos encontrados en México, y el encontrado en Comayagua (Honduras) que aparece señalado como Vda (por el grupo Valle de los Ángeles, ya que fue hallado en las capas rojas inferiores que yacen bajo la formación Esquias, que es unos millones de años más reciente que la formación Jaitique) y que dataría de algún momento entre el Albiense y el Turoniense, probablemente el Cenomaniense (véase dinosaurios de América Central).

El territorio total cubierto por las formaciónes de los estratos de Metapán vendría a ser un basamento marino que debido a cambios eustáticos del nivel del mar vendría a ser en algunas edades, un arrecife en condiciones marinas y en otras una tierra firme surcada por ríos; habiendo también casos donde alguna elevación no permitió que se depositaran algunos de los estratos, debido a lo cual o a la erosión de los estratos algunas capas pueden presentar límites con inconformidad o discordancia (habiendo brechas en el registro geológico, como entre el complejo Espinal y la formación Todos Santos, o entre la formación Jaitique y las capas rojas superiores del Grupo Valle de los Ángeles, siendo este último debido a la erosión de las rocas). Así, en el basamento Jurásico se formaron elevaciones cuyas cuencas fueron llenadas por los depósitos continentales de la formación Todos Santo, que formaron ríos trenzados y luego (conforme se elevaba el nivel del mar) darían paso a un estero y a un mar tranquilo; en el que, en el grupo Yojoa, se formaría un arrecife; que, de forma incipiente  en la capa superior de la formación Atima, y sobre todo en las capas rojas inferiores del grupo Valle de los Ángeles, debido a la actividad tectónica y erupciones volcánicas se convertiría en una tierra firme surcada por ríos donde habría un suelo fértil con plantas; que en la formación Jaitique volvería a condiciones marinas para volver a ser, esta vez de forma permanente, tierra firme en las capas rojas superiores.
Se considera que durante el Jurásico y el Cretácico inferior, y hasta inicios del Paleógeno, el bloque Chortis formaba parte de la placa Norteamericana; encontrándose unido a los actuales estados mexicanos de Oaxaca y Guerrero. Formando, los estratos de Metapán, parte de la tierra firme (del litoral o como islas) o de la zona nerítica (del océano Pacífico) del supercontinente de Laurasia (en el Jurasíco o a inicios del Cretácico) en un principio, y más adelante del continente de Laramidia (hoy el lado poniente de Norteamérica; el cual es un continente que se formaría debido al surgimiento del mar interior occidental que partió la actual Norteamérica en dos partes a mediados del Cretácico).
El basamento Jurásico del complejo Espinal sufriría una deformación angular, caracterizada por el levantamiento tectónico y plegamiento. Los sedimentos cretácicos tendrían varias fases deformativas a fines del Cretácico o a inicios del Paleógeno; primeramente habría una deformación extensional o transtensional con fallas normales o fallas de desgarre en el tiempo que la estratificación fue horizontal (actualmente los estratos tienen ángulos de 30 a 50° y las fallas están inclinadas con respecto a su posición original); luego, una deformación compresional (de acercamiento de las rocas) o transpresional con esfuerzos a una escala local hasta regional, localizadas en la zona del contacto de la basamento Jurásico con los estratos Cretácicos en la formación Todos Santos o dentro de los estratos de las calizas del grupo Yojoa y la formación Jaitique, que cuenta con fallas de cabalgamiento (en las que un bloque monte a otro producto de una falla inversa o de desplazamiento inclinado hacia arriba; estas fallas de cabalgamiento cuentan con buzamientos al oeste y también al este, y con pliegues locales) que están frecuentemente paralelas a los estratos, y que podría estar relacionada con la colisión entre el bloque Chortis y el arco Caribe en el Cretácico superior (lo que llevaría a la formación del Siuna, terreno de dicho bloque situado fundamentalmente en Nicaragua); finalmente, habría una deformación extensional o transtensional marcadas por fallas normales o fallas de desgarre, en las que las secuencias volcánicas y sedimentarias fueron quebradas en grandes bloques a una escala kilométrica, habiendo muchas fallas que muestran deslizamiento con movimiento oblicuo (evidenciando un régimen transtensional o de reactivación de una falla preexistente con suave diferencia en el campo de esfuerzo), y cuya compensación relativa podría haber sido determinada en varios lugares por la correlación de unidades de las calizas del grupo Yojoa y de la formación Jaitique.
En el Eoceno medio, durante el período Paleógeno, el bloque de Chortis se despegaría de su posición original y se desplazaría a lo largo del suroeste de México a través del sistema de fallas Caimán-Motagua-Polochic, recorriendo una distancia de aproximadamente 1100 kilómetros, en un desplazamiento de tipo sinestral (hacia la izquierda) y con una rotación en sentido contrario a las agujas del reloj de aproximadamente 30°-40° Llegando cerca de su posición actual; con lo que a su vez quedaría instaurada la subducción de la entonces placa de Farallón (predecesora de la de Cocos; estando la subducción más adelante que la actual Fosa mesoamericana), lo que también definiría a la placa del Caribe como ente independiente de la placa Norteamericana. Esta rotación sería lo único que explicaría el salto dextral observado en la falla de Guayape y la tectónica intraplaca del bloque.

### Formaciónes del Oligoceno (finales del Paleógeno) y Mioceno (inicios del Neógeno)

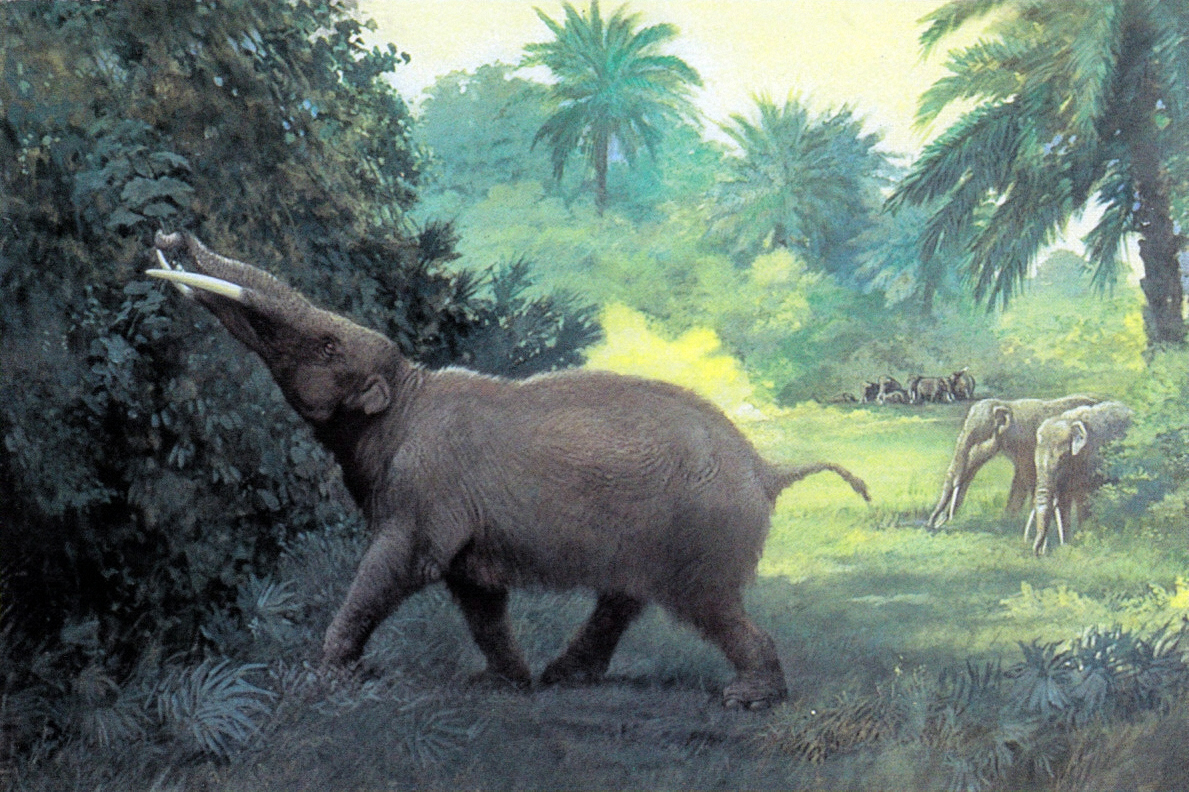
Reconstrucción de como luciría en vida un Gomphotherium

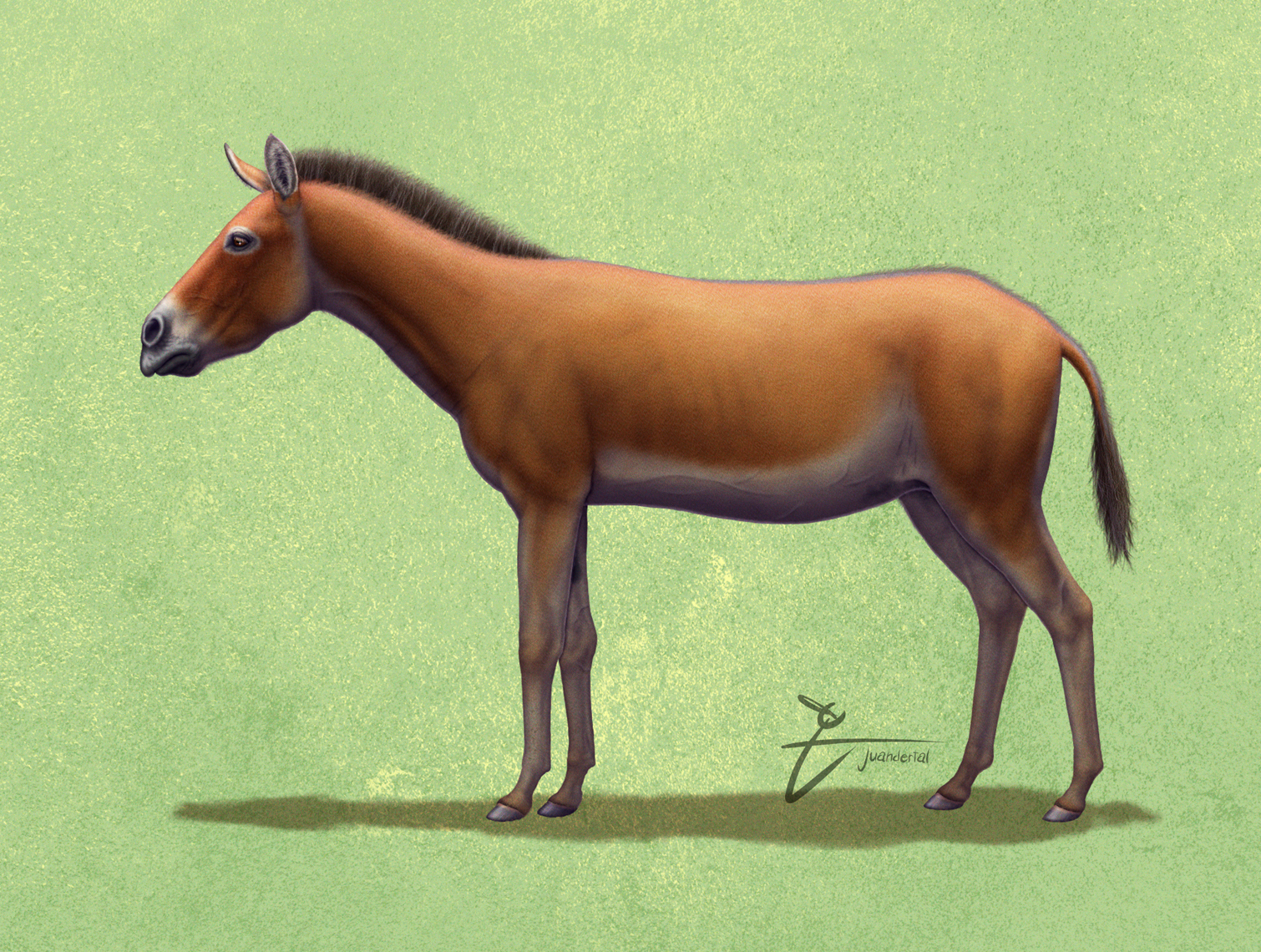
Reconstrucción de un Pliohippus

En su conjunto, la formación Morazán, la formación Chalatenango y las rocas plutónicas (que se encuentran intercaladas entre las dos formaciones) también han sido denominadas como grupo Padre Miguel, por su semejanza a las rocas hondureñas y guatemaltecas. Todas ellas, tienen partes que podrían ser de la época del Oligoceno, pero su parte principal data del Mioceno; siendo la formación Morazán la más antigua, y la formación Chalatenango la más reciente, con partes en las que ambas son contemporáneas.
Estos estratos se encuentran en las montañas al norte del país, primordialmente en buena parte de Metapán y el departamentos de Chalatenango, así como también (excepto las rocas plutónicas) en gran parte de Morazán, del norte y norponiente del departamento de Cabañas, y del norte de los departamentos de San Miguel y La Unión.

#### Formación Morazán
La formación Morazán está conformada por rocas extrusivas (formadas tras solidificarse el magma), básicas intermedias, ácidas, piroclásticas, riolitas, epiclásticas (rocas clásticas sedimentarias, formadas por desintegración mecánica de rocas preexistentes) volcánicas, y tobas fundidas.

##### Miembros de la formación
Esta formación contaría con 2 miembros, que desde la más antigua son m1 y m2; y que a su vez se diviven en 2 partes (a y b) que corresponden a sus estratos inferiores y superiores respectivamente. 
La parte basal del miembro m1 llamada m1'a se compone de piroclastitas ácidas hasta intermedias (en la parte basal), localmente efusivas intermedias hasta intermedias-ácidas, siendo equivalentes también las tobas blancas encontradas cerca de Ostua (Metapán); y es en parte contemporánea a la parte siguiente del miembro. Mientras que m1'b está compuesto por una secuencia de rocas efusivas ácidas e ignimbritas, localmente piroclásticas; y tanto esta como la anterior se encuentran en su mayoría al noroccidente del país (principalmente Metapán y el noroeste de Chalatenango).
La parte basal del miembro m2 denominada m2'a esta caracterizada por rocas efusivas intermedias hasta intermedias-ácidas y piroclástitas subordinadas (en parte silicificadas) con metamorfismo de contacto o con alteración hidrotermal. Mientras que m2'b consiste en una secuencia de piroclastitas intermedias hasta intermedias-ácidas, epiclastitas volcánicas y efusivas subordinadas, con evidencias de metamorfismo de contacto y alteración hidrotermal. Las dos partes de este miembro se encuentran en la faja comprendida entre los sectores noroccidental y nororiental del país.
Sobre la clasificación de estos miembros (así como de formaciones posteriores), que fueron dados por Wiessenman en la década de 1970, es de mencionar que incluyen sedimentos aluviales, fluviales, lacustres o incluso marinos que son descritos en función de los componentes líticos de los clastos sedimentarios, mayoritariamente volcanogénicos y no de acuerdo a los ambientes sedimentarios en los que se depositaron. Así en este caso, los estratos considerados epiclastitas o piroclástitas del miembro m2, por lo menos en la zona de Cacaopera o Corinto, vendrían siendo en realidad sedimentos de origen fluvial conformados por intercalaciones de areniscas y arcillas, junto con ocasionales lentes de conglomerados constituidos por grabas con clastos de pómez (de hasta 40 milímetros de diámetro), que en algunas zonas se encuentran intercaladas con capas de toba y estratos de areniscas, y que pueden alcanzar espesores totales de 10 metros.

##### Fósiles y paleoambiente
Yacimientos fosilíferos adscritos a esta formación Morazán, y específicamente al miembro m2, se han encontrado en sitios como el cantón Calavera de Cacaopera (departamento de Morazán). Cuyos fósiles hacen parte de la edad mamífero de América del Norte (NALMA por sus siglas en inglés) del Hemfiliense (del Mioceno superior).
Entre las especies que se han encontrado están: probocideos gomphoteridos (de la especie Gomphotherium hondurensis), lobos hienas (de la especie Borophagus secundus), caballos fósiles (del género Cormohipparion y la especie Pliohippus hondurensis) y camellos gigantes (del género Procamelus).
Por los animales descubiertos en esta formación se puede dilucidar que para entonces, lo que había de tierra firme estaba cubierto por ambientes abiertos como sabanas, sabanas boscosas y humedales; ya que los équidos y los camélidos descubiertos se alimentaban de material abrasivo como el pasto y estaban adaptados a desplazarse en ambientes abiertos, mientras que los Gomphoterium comían hojas bajas de árboles y al parecer habitaban en sabanas boscosas y humedales.

#### Formación Chalatenango
En cambio, la formación Chalatenango está constituida por rocas volcánicas ácidas (de carácter riolítico-dacítico), prevaleciendo las tobas muy endurecidas de colores claros; y su espesor es aproximadamente mayor a 500 metros.

##### Miembros de la formación
Esta formación contaría con 2 miembros denominados desde el más antiguo como ch1 y ch2.
El miembro ch1 está conformado por rocas piroclásticas ácidas, epiclastitas volcánicas, ignimbritas y rocas efusivas intercaladas (localmente silicificadas); y su distribución se encuentra limitada en los sectores noroeste y noreste del país (principalmente por los ríos Lempa y Torolá respectivamente).
El miembro ch2 está constituido por efusivas ácidas de tipo riolítico (que se encuentran en transición al miembro c2 de la formación Cuscatlán) y por piroclastitas subordinadas; y cuenta con afloramientos en el norte del país, desde el occidente al oriente.

##### Fósiles y paleoambiente
Yacimientos fosilíferos adscritos a esta formación, y específicamente al miembro ch2, se hallan en sitios como el Cerro El Dragón (Concepción Quezaltepeque, departamento de Chalatenango).
Entre los fósiles que se han encontrado, están los restos de madera que pertenecerían a árboles de un bosque tropical en la zona del cerro El Dragón, y que datan de hace aproximadamente 26 a 23 millones de años antes del presente (en el Oligoceno tardío o principios del Mioceno); en el que se describiría la especie de árbol Laurinoxylon chalatenangensis (perteneciente a la familia Lauraceae).

#### Rocas plutónicas
Las rocas plutónicas se caracterizan por ser ácidas hasta intermedias, y son observables en afloramientos en Metapán y el poniente del departamento de Chalatenango. Estando dichos afloramientos conformados variablemente por granitas claras, dioritas (porfiríticas, subalcalinas o sin alterar) y granodioritas grises (tanto ellas como las dioritas y granitas son de grano grueso o medio), y gabros porfiríticos o subalcalinos de color gris claro a oscuro (con granos de 1 a 6 milímetros).
Estas rocas se emplazaron a lo largo de fallas de extensión y por ende fueron atravesadas por ellas. Las rocas graníticas y gabroides más grandes produjeron metamorfismo de contacto en los sedimentos resultando en la evolución de mármoles, cuarcitas y otros metasedimentos; asimismo, la intrusión de grandes rocas plutónicas posiblemente causó la inclinación de la estratificación horizontal de los sedimentos depositados anteriormente (sobre todo los cretácicos).

#### Características volcánicas y tectónicas
Estos estratos surgieron a partir de la erupción de calderas ubicadas atrás de la cadena volcánica al norte del graben central (donde se encuentran la mayoría de volcanes del país), que fueron causadas por grandes erupciones vesuvianas (durante las cuales se vaciaría en varias fases la cámara magmática de un respectio volcán o complejo volcánico, provocando su colapso).
Toda esta actividad volcánica fue producto de la deformación compresiva causada por la subducción de la entonces placa del Farallón. Asimismo, también se vería influenciada por la actividad tectónica, que se vería inmersa en dos fases de deformación: una primera de desgarre transpresivo cercano a una simple cizalladura o corte (transpresivo es donde existe simultáneamente fallas de desgarre o de desplazamiento horizontal y la compresión de la corteza terrestre que en este caso es generado por la subducción) y una segunda caracterizada por una extensión de casi este a oeste; siendo esta última, así como las fallas de desplazamiento horizontal, generadas por el movimiento en la falla de Motagua, donde la placa Norteamericana se mueve hacia el oeste mientras el bloque Chortis se mueve hacia el este.
Hace unos 20 millones de años, en el mioceno inferior, la placa del Farallón se fragmentaría y con ello surgiría la placa de Cocos como placa tectónica individual con movimiento al noreste; esta placa tendría para ese momento un bajo ángulo en la zona de subducción.

### Formación Bálsamo

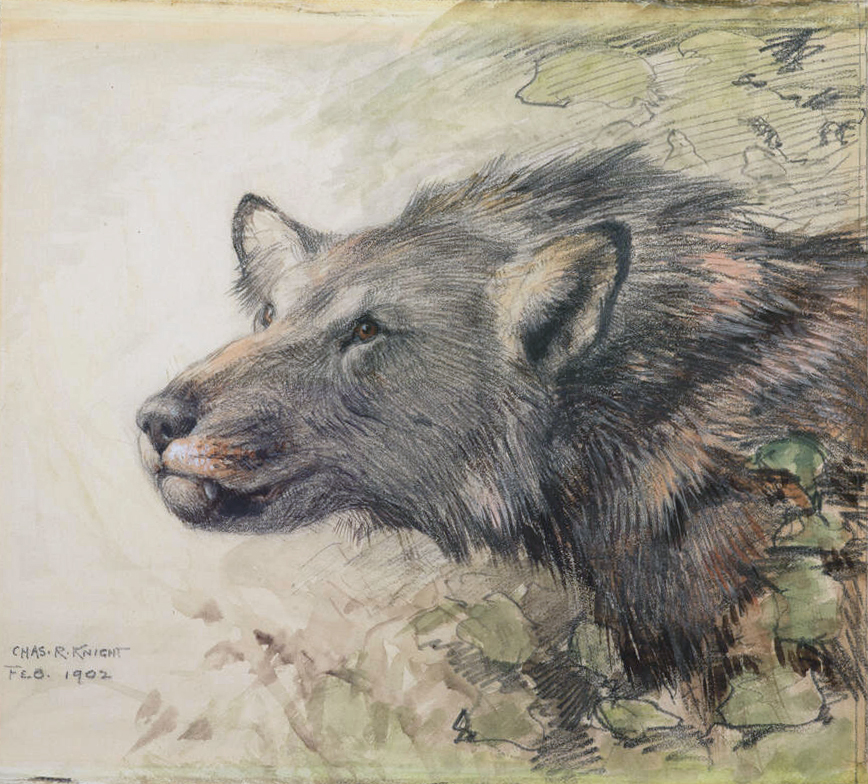
Reconstrucción de como se vería un lobo-hiena del género Borophagus

Datada de finales de la época del Mioceno a la del Plioceno; como su nombre indica, es el elemento principal de la estructura de la Cordillera del Bálsamo, y además también ha sido encontrada en partes de las distintas zonas del país. Está integrada por productos volcánicos en los que abundan aglomerados con intercalaciones de tobas volcánicas endurecidas y corrientes de lava basáltica-andesítica (con un espesor aproximado de 500 metros); suelos fósiles de color rojo de gran profundidad (de hasta 20 metros); rocas extrusivas con pocas intercalaciones de tobas volcánicas y aglomerados (donde la parte inferior es de carácter andesítico y la parte superior, basáltico); y algunos afloramientos más ácidos, hasta riolíticos, principalmente en la zona oriental (con un espesor aproximado de más de 1000 metros).

#### Miembros de la formación
Esta formación está constituida por 3 miembros, denominados desde el más antiguo como b1, b2 y b3; que a pesar de su descripción no representan sucesiones de productos volcánicas sino más bien complejos faciales (un cuerpo de sedimentos que presentan características litológicas, estructurales y orgánicas apreciables en campo, que operan con parámetros físicos, químicos y biológicos en un ambiente sedimentario) que luego se representan como variabilidad de la formación.
El miembro b1 esta constituido por epiclastitas volcánicas, piroclastitas e ignimbritas; localmente efusivas básicas-intermedias intercaladas, facies claro (con lapilli de pómez) y limo rojo, y alteración hidrotermal localmente. Es en parte contemporáneo al miembro b2; y sus afloramientos se encuentran principalmente al sur del lado oeste del río Lempa.
El miembro b2 cuenta con secuencia de rocas volcánicas de tipo efusivas básicas-intermerdias, piroclastitas, epiclastitas volcánicas subordinadas, localmente con alteración hidrotermal y limos rojos. Es en parte contemporáneo con los miembros b1 y b3; y cuenta con afloramientos principalmente al occidente y oriente del país.
El miembro b3 está conformado por rocas efusivas básicas-intermedias; localmente con alteración hidrotermal, silicificación y limos rojos. Es en parte contemporáneo al miembro b2 y tiene afloramientos en diversas partes del país, principalmente en las zonas central y occidental.

#### Características tectónicas, volcánicas y otros accidentes geográficos
Esta formación se originó debido a un cambio en la geometría en la zona de subducción debido a un desgarre de losa en la placa de Cocos (que en ese momento presentaba una mayor fase de acoplamiento en la interfase de la subducción) que condujo a su retroceso durante el Mioceno tardío, y que por ende la zona de subducción se situase en la actual fosa mesoamericana. Lo qué resultaría en el estiramiento de la corteza continental, que causaría el surgimiento de una estructura anticlinal (de forma convexa) orientada de este a oeste; por la cual y por la emisión de grandes volúmenes de ignimbritas producidas en ese estiramiento, se irían desarrollando una serie de fallas de este a oeste (la zona de falla de El Salvador, que desde ese momento hasta el Holoceno se vería dominada por un régimen transpresivo), cuya parte central comenzaría gradualmente a hundirse formando el graben o depresión central, lo que haría que el arco volcánico migrase a un punto más cercano a su posición actual y que la costa se levantase y el mar retrocediese.
La extensión de la corteza continental ocasionada por el retroceso de la placa de Cocos, también causaría zonas de debilidad que darían paso a la formación de los grabénes de Ipala y de Comayagua. En el caso del grabén de Ipala, su surgimiento en esta época está indicado por la datación de las lavas basálticas-andecíticas superiores del cono de escoria El Shiste en Metapán, fechado en hace aproximadamente 2.77 millones de años, lo que indica que la actividad de dicho cono terminó en la edad del Piacenziense y por ende dicho grabén se formó antes de ello.
Entre los volcanes surgidos en la formación Bálsamo están los estratovolcanes (donde más adelante se formarían calderas) de: Jayaque (que surgiría entre 2.6 y 1.5 millones de años antes del presente), Panchimalco (que surgiría entre 7.2 y 6.1 millones de años antes del presente), y el antiguo Ilopango. Así como los conos volcánicos que en la siguiente formación darían origen a la caldera Chilamatal (donde más tarde se formarían los conos volcánicos cuyo colapso daría origen a la caldera del lago de Coatepeque); y los volcanes aun existentes de: La Montañona, La Joya, Cacahuatique, Guazapa, Siguatepeque, Texistepeque.
También surgirían varios lagos (ahora extintos o reducidos) como: los lagos Metapán (que no hay que confundirlo con el lago de Güija o la laguna de Metapán; que se ubicaba en la cuenca de esa localidad) y Lempa (entre Nueva Concepción y Chalatenango); el lago de Olomega (con dimensiones mayores a la actual laguna de Olomega); y el lago de Torola (en el noreste del país).

#### Fósiles y paleoambiente
Hace unos 3,5 millones de años, la fuerte actividad volcánica, la colmatación de las cuencas sedimentarias y la tectónica, provocarían el cierre definitivo del Istmo de Panamá. Con ello se daría el gran intercambio americano, con lo que a partir de ese momento el intercambio biótico de animales y plantas continentales de Norteamérica y Suramérica se establecería de una forma cada vez más completa y adquiriendo una magnitud intercontinental. A su vez, el cierre del istmo produciría un cambio drástico en las corrientes mundiales, con lo que surgirían fenómenos climáticos como el fenómeno del El Niño.
Entre los animales que habitarían el país para este tiempo estarían los lobos-hienas del género Borophagus, ya que especies de este género han sido encontradas en los estratos de la anterior formación Morazán (Borophagus secundus, en Corinto) y en la posterior formación Cuscatlán (Borophagus hilli, en el Tomayate).
En el departamento de Chalatenango, en los sitios paleontológicos Las Aradas (El Paraíso) y Monte Redondo (Concepción Quezaltepeque) se han descubierto, en sedimentos de lo que era el lago Lempa, fósiles de peces y plantas. En las Aradas, con una edad aproximada de entre 3 a 2.5 millones de años, se han encontrado: restos de flora pertenecientes a las familias Chrysobalanaceae, Lauraceae, Fabaceae, Commelináceae, y las subfamilias Mimosoideae y Caesalpinioideae; tallos de monocotiledóneas de las familias Cyperaceae y Typhaceae; e improntas de hojas de plantas de la familia Poaceae.

### Formación Cuscatlán

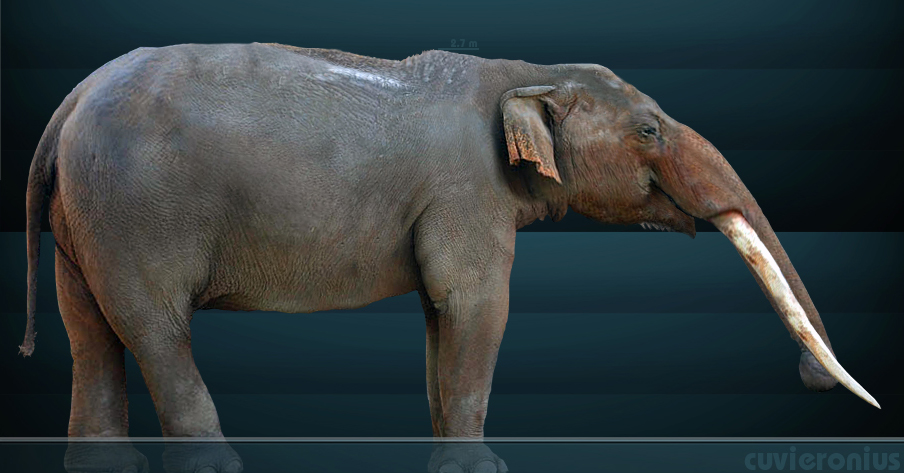
Reconstrucción de un Cuvieronius

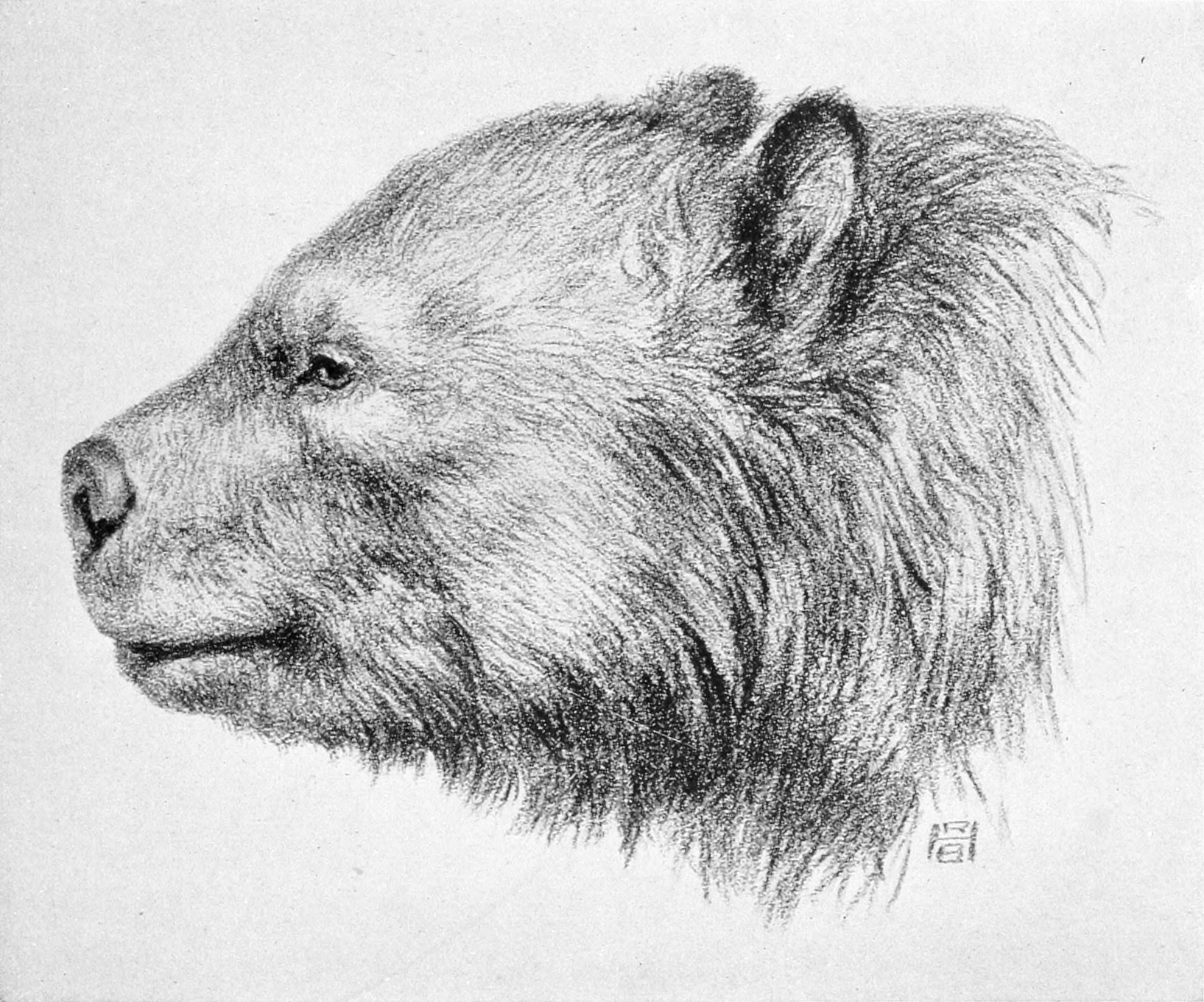
Reconstrucción de un Arctotherium

Está fechada para el Pleistoceno inferior; y se encuentra compuesta por productos extrusivos de volcanes individuales, que son: corrientes de lava, aglomerados, tobas, escorias y cenizas volcánicas endurecida, y tobas fundidas con intercalaciones de sedimentos lacustres y fluviales (cuyo espesor varía de volcán a volcán); así como suelos fósiles de color rojo de poca profundidad (hasta 4 metros). Asimismo, también es definida como un conjunto erupciones volcánicas explosivas predominantemente silícicas producto de la actividad asociada a la evolución de calderas (propias o provenientes de la formación anterior), incluyendo contrapartes que serían reelaboradas e interestratificadas o que se encuentran sobre lavas de silícicas a máficas.

#### Miembros de la formación
Esta formación está constituida por 3 miembros, denominados desde el más antiguo como c1, c2 y c3.
El miembro c1 cuenta con piroclástitas ácidas y epiclastitas volcánicas, y está integrado tanto por unidades sedimentarias como por unidades volcánicas. Las unidades sedimentarias son de origen fluvio-lacustre y se ubican en cuencas intermontanas alineadas rumbo noroeste; en cambio, las unidades volcánicas se encuentran principalmente en la zona central, y sobreyacen a rocas de la formación Bálsamo y en algunos lugares a rocas de la formación Morazán o Chalatenango, a estas unidades pertenecerían las erupciones más antiguas de la caldera del lago de Ilopango (que ocurrieron entre aproximadamente 1.785 millones de años y 257 mil años).
El miembro c2 está constituido por una sección de rocas volcánicas efusivas de tipo ácido y ácido-intermedio, de ocurrencia aislada. Se encuentra principalmente en los domos de la caldera del lago Ilopango, fechados para finales del Chibaniense; en otros cerros en las cercanías del lago de Ilopango; el cerro Capulo, en el departamento de Chalatenango; en varios cerros de la zona oriental, al sur del río Torolá; y en la isla Zacatillo del golfo de Fonseca. En parte es contemporáneo con el miembro c1 y con el miembro c3.
El miembro c3 está formado por rocas volcánicas de tipo andesítica y basáltica; y es en parte contemporánea con los miembros c1 y c2. Se encuentra principalmente en la zona oriental, y en algunas partes de las zonas central (incluyendo los volcanes Guaycume, Nejapa, Loma Larga, Guazapa y El Carmen, que tienen edades en el rango aproximado de 900 mil a 100 mil años) y occidental (sobre todo en el área de Metapán al sur de los estratos del Cretácico).

#### Volcanes y otros accidentes geográficos
En este tiempo ocurrirían varias erupciones explosivas que causarían el derrumbe de las paredes de un respectivo volcán y la formación de calderas. Así se originarían: la caldera y lago de Ilopango, como producto del derrumbe del antiguo volcán Ilopango (cuyas primeras tres erupciones son denominadas en conjunto como la formación Comalapa del grupo Ilopango, y llamadas desde la más antigua como ignimbritas de: Olocuilta, Colima y Apopa, que ocurrieron hace aproximadamente 1.785, 1.56, y 1.34 millones de años respectivamente; siendo después de la segunda cuando se formó el lago); la caldera de Jayaque, producto del colapso del volcán homónimo (colapso que ocurriría entre aproximadamente 1.6 y 1.4 millones de años antes del presente, y que dejaría el estrato denominado como ignimbritas de Zaragoza); la caldera de Santo Tomás (donde más adelante se formaría el volcán Loma Larga, qué surgiría entre aproximadamente 800 y 500 mil años antes del presente), en la zona central del volcán Panchimalco; y la caldera de Los Planes de Renderos (en el que posteriormente emergería el Cerro San Jacinto, grupo volcánico conformado por domos extrusivos dacíticos y un cono efusivo dacítico, que surgirían entre 350 a 270 mil años antes del presente), del colapso parcial del volcán Loma Larga.
Otras calderas que se formaron en este tiempo son: la caldera de Concepción de Ataco (que tendría tres eventos de colapsos denominados desde el más antiguo como tefras inferior, medio y superior; despitándose la tefra inferior hace aproximadamente 400 mil años), cuyo colapso seccionaría a los volcanes cercanos, y surgidos también en este tiempo, de Cuyanausul, Cerro de Apanéca, y Cerro Empalizada (con lo que paulatinamente irían surgiendo los volcanes de Laguna Las Ninfas, Laguna Verde, Hoyo de Cuajuste, y el domo Cerro San Lázaro); la caldera del Chilamital (cuyo colapso se daría hace aproximadamente 406 mil años); la caldera La Carbonera (en la zona donde más adelante se formaría el volcán de San Vicente o Chichontepeque; y cuyo colapso de caldera ocurriría entre hace aproximadamente 590 mil y 550 mil años); y la caldera donde se encuentra la localidad de Texistepeque.
Entre los conos volcánicos surgidos en este tiempo están: el complejo volcánico Coatepeque (conformado por dos conos volcánicos interconectados, denominados Coatepeque Norte y Coatepeque Sur; que surgieron en la caldera Chilamatal), el volcán Quezaltepeque o de San Salvador (con su cráter original antes de su colapso), el volcán Cachío, La Rana, Olimpo, Berlín, Usulután, Pacayal, Guaycume, Nejapa, Guazapa, y El Carmen; así como los domos dacíticos de la caldera Chilamatal, los cerros de Ciudad Arce y el cerro Malacoff, y probablemente también los domos riolíticos al suroriente de San Miguel.
También se daría comienzo a la formación de las islas del Golfo de Fonseca (específicamente las islas de Meanguera, Zacatillo, y Martín Pérez); surgiría el río Lempa, hace aproximadamente 1,8 millones de años, a partir del rebalse de los lagos Metapán y Lempa (producto de la acumulación lenta de sedimentos en el fondo de las cuencas de esos lagos, que produjo su asolvamiento y capacidad de almacenamiento), y paulatinamente iría abriendo su cauce a lo largo de zonas de debilidad producida por los fallamientos, y más adelante también se vería nutrido por el desagüe del lago Torola; y surgirían otros lagos ya extintos como el lago de Zapotitán (en el actual valle de Zapotitán, ubicado entre los actuales lago de Coatepeque y volcán de San Salvador que para entonces todavía no existían, aunque el último tendría sus primeras erupciones sobre el límite de esta formación y la siguiente) de poca profundidad; y el lago de Titihuapa (situado entre San Ildelfonso y Estanzuelas) que surgiría por el depósito de ignimbritas grises por la erupción del volcán de Berlín (que daría origen a la caldera sobre la que se fundó la población de Berlín, y en cuyo borde se formarían en la siguiente formación los volcanes de El Hoyón y Tecapa; y que está fechada a hace aproximadamente 415 ± 27 mil años), y que represaría el cauce del río Lempa (hasta que el río lograría profundizar su nuevo cauce, provocando que se secase el lago).

#### Fósiles y paleoambiente
En esta formación, se ha encontrado una gran cantidad de fósiles de animales extintos y que aún viven (como venados de cola blanca, corzuelas, cocodrilos americanos, conejos, murciélagos bigotudos de Parnell, gansos, tortugas, ranas, topotes mexicanos o guatopotes del pacífico), en sitios paleontológicos como: Tomayate (Apopa, departamento de San Salvador) y la Barranca del Sisimico (San Vicente).
Entre los fósiles de animales extintos datados para finales de la edad NALMA del Blanquense se encuentra los pertenecientes al oso del género Arctotherium y al lobo-hiena Borophagus hilli encontrados en el sitio paleontológico Tomayate, en el miembro c1 de esta formación.
Entre la fauna extinta fechada para la edad NALMA del Irvingtoniense se encuentran animales de gran tamaño (megafauna) como: mastodontes (familia Gomphotheridae, específicamente de la especie Cuvieronius tropicus), toxodontes (género Mixotoxodon), caballos americanos (de la especie Equus conversidens), armadillos gigantes (género Propraopus, y especies Glyptotherium arizonae y Holmesina septentrionalis, este último probablemente del Blanquense tardío o el Irvingtoniense temprano), perezosos terrestres (de las familias Megalonychidae y Megatheriidae, específicamente de los géneros Eremotherium, y de las especies Meizonyx salvadorensis y Megalonyx obtusidens, estas dos fueron descritas en el país), camélidos (géneros Palaeolama y Hemiauchenia), lobos (probablemente Aenocyon dirus o Canis armbrusteri), y la tortuga gigante (Hesperotestudo crassiscutata).
En el Tomayate se ha encontrado polen de plantas como asteráceas, cayenas (llamadas clavel en Centroamérica), robles, y alisos. Asimismo, entre la fauna extinta hay animales ramoneadores (como los mastodontes y el perezoso Eremotherium, que habitaban en sabanas boscosas, y en los linderos de los bosques, y se desplazan grandes distancias en busca de alimentos), de pastoreo (como los caballos americanos, camélidos, y los perezosos Meizonyx y Megalonyx, que habitaban zonas de sabana y se alimentaban de pasto), y de hábitos semiacuáticos (como el armadillo gigante Glyptotherium y los toxodontes). Con todo ello, se puede deducir que en esa época el país predominaron las sabanas, con mucha presencia de cuerpos de agua (como también  lo evidencian las tortugas, cocodrilos y peces), mientras que en zonas un poco más elevadas predominarían las sabanas boscosas y hábitats más cerrados; y a su vez, comenzaría a observarse un aumento en la aridez ocasionada por las glaciaciones.

### Formación San Salvador

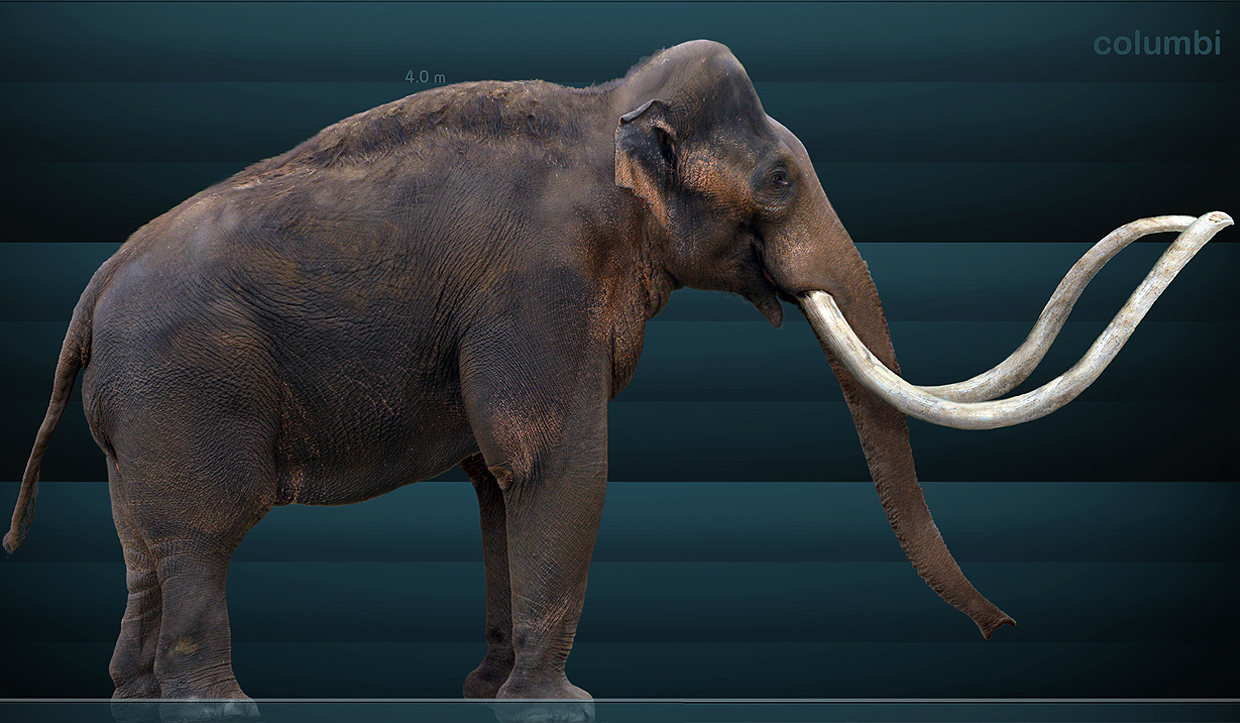
Reconstrucción de un mammut de Columbia

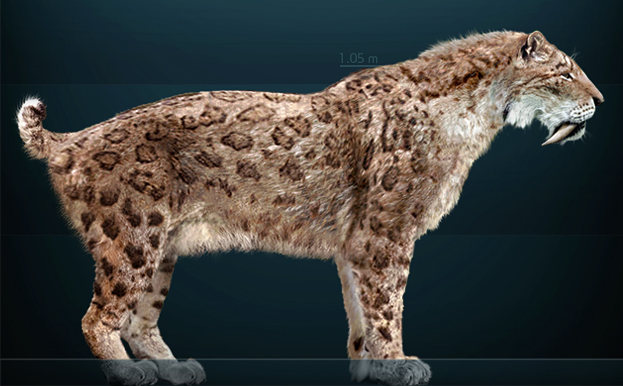
Reconstrucción de un felido dientes de sable del género Smilodon

Esta formación abarca desde el pleistoceno superior o tardío al holoceno; y se encuentra en la cadena volcánica joven. Está compuestos por productos extrusivos de los volcanes individuales, como: corrientes de lava, cúpulas de lava, tobas fundidas, tobas, pómez, escoria y cenizas volcánicas (que se encuentran a veces con intercalaciones de sedimentos lacustres; y su espesor  varía de volcán a volcán); y además, también se encuentran suelos fósiles color café y negro.

#### Miembros de la formación
Esta formación contaría con 5 miembros, que desde la más antigua son s1, s2, s3, s4, y s5; algunos de los cuales a su vez se dividen en 2 o 3 partes (a, b y c) que corresponden a sus estratos inferiores, medios y superiores respectivamente.
El miembro s1 consiste en una secuencia de piroclastitas ácidas, epiclastitas volcánicas, localmente efusivas básicas-intermedias; que en parte es contemporánea con el miembro s2, y que se encuentra ubicado en la faja central al occidente del país (como en zonas del departamento de Ahuachapán) y por el volcán Tecapa (departamento de Usulután).
El miembro s2 está conformado por una secuencia de rocas volcánicas básica-intermedias, piroclastitas subordinadas; que en parte son contemporáneas con los miembros más jóvenes s3'a, s3'b, s4, y que afloran en la parte central a lo largo del país (como en o en los alrededores del cerro grande de Apaneca, el volcán Chingo, volcán de Santa Ana, volcán de San Salvador, volcán de San Vicente, el grupo volcánico Usulután-Berlín-Taburete, volcán de San Miguel, e islas del golfo de Fonseca).
El miembro s3 se divide en dos partes que desde el más antiguo son s3'a y s3'b. La parte s3'a corresponde a una secuencia de piroclastitas ácidas y epiclastitas volcánicas (tobas color café) que en parte son contemporáneas con los miembros s2 y s3'b; a ello corresponden los estratos de las erupciones que formaron la caldera del lago de Coatepeque y de la formación del Boquerón en el volcán de San Salvador, encontrándose también por el departamento de Ahuachapán y en la zona del volcán de Tecapa. Mientras que la parte s3'b está conformada por efusivas ácidas que en parte son contemporáneas con los miembros s2, s3'a, s4 y s5'; correspondiendo a ello algunos de los domos de lavas, fechados para el Pleistoceno superior o el Holoceno, de la caldera del lago de Coatepeque y la del lago de Ilopango.
El miembro s4 consiste en una secuencia de piroclastitas ácidas y epiclastitas volcánica subordinadas que son localmente efusivas ácidas (s3'b); y es en parte contemporáneo con los miembros s2, s3'b, s5'a, s5'c. A este miembro pertenecen las erupciones de la caldera del lago de Ilopango, conocidas en conjunto como formación Tierras Blancas, y que desde la más antigua son TB4, TB3, TB2, y TBJ; estando datada la más antigua a hace aproximadamente 34 mil años, y la más reciente por el siglo V o VI d. C. 
El miembro s5 se compone de 3 partes que desde la más antigua son s5'a, s5'b y s5'c. La parte s5'a consiste en una secuencia de efusivas básicas-intermedias que son contemporáneas en parte con los miembros s3'b, s4, s5'b, s5'c; y que se encuentran en la zona del volcán San Diego, la cordillera cordillera Apaneca-Ilamatepec (como en zonas del volcán de Izalco, cerro San Marcelino, cerro El Chino, Cerro Los Naranjos, cerro El Águila y el este del cerro El Retiro), y en las coladas de lavas de los volcanes de San Salvador (como la de 1659) y la de San Miguel (como la de 1844 y la de 1884). El miembro s5'b, en cambio, está formado por una acumulación de escorias, tobas de lapilli y cinder, y en parte es contemporáneo a los partes s5'a y s5'c; y se encuentra en la zona del volcán San Diego, por el lago de Güija, en el domo cerro Guacamayero de la caldera del lago de Coatepeque, en la cordillera Apaneca-Ilamatepec (en zonas de los cráteres, conos de escorias o conos parásitos como el Cerro Verde, cerro el Retiro, cerro San Marcelino, cerro El Chino, cerro Cangrejo y Cerro Astillero), en el volcán de San Salvador (como en El Boquerón o El Picacho; y en los conos de escoria o cráteres de explosión que hacen parte de su complejo volcánico, como El Playón, Plan de La Laguna, y El Cerrito), y el volcán El Limbo (un cono adventicio del volcán Chinameca). Finalmente, la parte s5'c consiste en una secuencia volcánica que está constituida principalmente por cenizas y tobas de lapilli, y que en parte es contemporánea con los miembros s3'b, s4, s5'a, s5'b.; y que se encuentra por la cordillera Apaneca-Ilamatepec (por el lago de Güija y en el sector de Las Brumas).

#### Características tectónicas, volcánicas y de otros accidentes geográficos
Es en la formación de San Salvador, durante el pleistoceno, qué surgirían y evolucionarían elementos geográficos como: los volcanes Chingo, Ilamatepec o de Santa Ana, Chichontepeque o de San Vicente (con dos cráteres, siendo el más antiguo el ubicado al oeste y el más reciente el del oriente), y Chaparrastique o de San Miguel (que cuenta con protuberencias en sus flancos que serían remanentes de un cráter colapsado, sobre el cual surgiría el cono del cráter actual); algunas de las islas del golfo de Fonseca, como la isla Conchagüita y parte de la isla de Meanguera.
En esta época surgiría la caldera y lago de Coatepeque, a partir del colapso del complejo volcánico Coatepeque, que ocurriría en los eventos eruptivos llamados Arce (compuesto de dos erupciones separadas denominadas Arce inferior y Arce superior respectivamente, fechadas a hace unos 72 ± 3 mil años, en la que colapsaría el volcán Coatepeque Norte) y Congo (en la que colapsaría el volcán Coatepeque Sur, y que está fechada a hace 53 ± 3 mil años).
Se darían colapsos parciales que modificarían la estructura y estilo eruptivo de los volcanes Ilamatepec (ocurrida en algún momento entre hace unos 51 mil y 10 mil años; y que formaría la península y costa de Acajutla) y volcán de San Salvador o Quezaltepeque (múltiples avalanchas de escombros sectoriales ocurridas entre hace aproximadamente 75 mil y 62 mil años, con los que se derrumbaría su cráter original, quedando El Picacho y El Jabalí como vestigios de los bordes del cono derrumbado; dando pie a la paulatina formación de un nuevo cráter principal que sería el Boquerón).
En el Holoceno, hay una fase de bajo acoplamiento de la subducción de la placa de Cocos. Con ello, se produciría una deformación del terreno que sería controlada por la deriva hacia el este del bloque Chortis (por la falla Motagua-Polochic); lo que provocaría que la fallas que limitan los grabénes funcionaran como desgarres, con lo que aparecería gran cantidad de deformación dentro de los grabénes, y que se generen zonas de deformación entre estos en los que hay transtensión (es decir donde hay tanto fallas normales y depresiones tectónicas como fallas de desgarre) y en los que se forman estructuras tipo pull-apart (depresiones entre dos fallas con movimiento horizontal) y releasing beds (fallas con curvaturas de inflexiones en apertura, que generan espacios). Todo ello generaría transtensión en el arco volcánico, mientras que en los volcanes detrás del arco dominaría la extensión este a oeste; esta diferencia se debería a que el arco volcánico es una zona de debilidad con ciertas estructuras heredadas que estarían refractando los esfuerzos derivados de la migración del bloque.
La erupción más potente del Holoceno provendría de la caldera del Lago de Ilopango, que es denominada Tierra Blanca Joven (TBJ; por el color de su ceniza) y que es datada en algún momento de los siglo V o VI d. C. Asimismo, se daría el surgimiento del lago de Güija y la laguna de Metapán (con el represamiento de los ríos Angúe y Ostua, por la erupción del volcán San Diego; seguido por la separación de ambos cuerpos de agua por la erupción de la Loma Iguana; y finalmente, debido a la erupción del Cerro Quemado, se desplazaría la confluencia de los ríos Desagüe y Guajoyo unos 4,5 km aguas abajo, lo que elevaría el nivel del agua del lago. Ocurriendo todas esas erupciones antes de la TBJ); y la formación del volcán de Izalco por el año de 1770.

#### Fósiles y paleoambiente
Para el pleistoceno tardío, en la edad NALMA del Rancholabreaense, se han encontrado fósiles en sitios paleontológicos como El Hormiguero (Comacarán, departamento de San Miguel), Tomayate (Apopa, departamento de San Salvador), Cerro Pacho (Nueva Concepción, departamento de Chalatenango), y San Lorenzo (Nueva Granada, departamento de Usulután).
Entre los fósiles de animales extintos están: mamuts (de la especie Mammuthus columbi), felidos con dientes de sable (de la especie Smilodon fatalis), bisontes (género Bison), perezosos gigantes (de la especie Eremotherium laurillardi), cavidos (género Neochoerus), y otros mencionados anteriormente en la formación Cuscatlán (como el mastodonte Cuvieronius tropicus, el armadillo gigante Glyptotherium, el toxodonte Mixotoxodon larensis,  caballos americanos, camélidos, y la tortuga gigante Hesperotestudo).
La presencia de bisontes y mamuts, muestra que para el pleistoceno tardío el clima del país era mucho más árido y que predominaban las sabanas en la mayor parte del territorio; mientras que la presencia de cavidos, toxodontes y del armadillo gigante Glyptotherium, muestra que en algunas partes del país predominaban zonas ligeramente más húmedas. Es de mencionar que análisis isotópicos al esmalte de los dientes de los mamuts columbinos muestran que estos no solo se alimentaban de pastos sino que también en ocasiones se alimentaban de vegetación arbórea en los límites de las sabanas, teniendo una dieta flexible; asimismo,  análisis de los húmeros de Smilodon fatalis muestran que estos habitaban en ambientes cerrados, y el análisis isotópico al esmalte de sus dientes revela que estos preferían presas de ambientes cerrados que tenían una dieta predominante en plantas C3 (como venados, pecaríes o tapires, que continúan formando parte de la fauna salvadoreña); por lo que, a pesar de la aridez provocada por las glaciaciones, seguirían manteniéndose sabanas boscosas y hábitats más cerrados principalmente en zonas más elevadas.

### Aluvión
La formación aluvión, en ocasiones es considerada como un miembro más de la formación San Salvador; y está constituida por depósitos sedimentarios recientes compuestos por gravas, arenas y arcillas a lo largo de los ríos y en depresiones locales; que se encuentran a gran escala en las planicies costeras al suroeste y sureste del país, en sectores recién emergido debido a la regresión del mar, por la disminución del nivel del mar inducida por la elevación de la costa a raíz de los esfuerzos compresivos de la Placa de Cocos bajo la Placa del Caribe; o por las fallas.
Estos estratos se ubican a lo largo de la línea de la costa, en sectores como: la zona de la bahía de Jiquilisco, el golfo de Fonseca (incluyendo islas como Perico y Periquito), la barra de Santiago, el estero de Jaltepeque, punta Remedios (en Sonsonate), y la desembocadura del río Lempa; en depresiones como el sector de la laguna de Olomega, y en la laguna Ciega de Zapotitán; y a lo largo del río Lempa.